# Irgoun
Vous lisez un « article de qualité » labellisé en 2009.

Un logo de l’Irgoun : un fusil brandi devant une carte des territoires revendiqués par l’organisation : le Mandat du Royaume-Uni avant 1920 correspondant aujourd'hui à Israël (sans le Golan), aux territoires palestiniens, et à la Jordanie.

L’Irgoun (hébreu : ארגון, « organisation »), de son nom complet Irgoun Zvaï (ou Tzvaï) Leoumi (hébreu : ארגון צבאי לאומי, « Organisation militaire nationale »), parfois abrégé en I.Z.L., acronyme lui-même lexicalisé en Etzel (hébreu : אצ״ל), est une organisation terroriste de la droite sioniste en Palestine mandataire, née en 1931 d’une scission de la Haganah, et dirigée à partir de 1943 par Menahem Begin. L'organisation se livre à des attentats sanglants contre la population arabe et contre les intérets britanniques. 
Idéologiquement, elle s’affirme comme proche du parti de la droite nationaliste, le parti révisionniste, surtout à partir de 1937, et a pour objectif la fondation d’un grand État juif sur les deux rives du fleuve Jourdain, sur toute l'étendue du mandat initial donné à la Grande-Bretagne par la Société des Nations en 1920 (territoires actuels de l'État d'Israël, des territoires palestiniens et de la Jordanie).
Après la proclamation de l’État d’Israël par David Ben Gourion le 14 mai 1948 à Tel Aviv, la plupart des éléments de l’I.Z.L. furent intégrés dans l'armée régulière, après l'ordonnance prise par le jeune gouvernement israélien en date du 26 mai 1948 créant Tsahal et devant réunir et intégrer les anciens membres de la Haganah, du Palmach, de l'Irgoun et du Lehi (qui est une scission de l'Irgoun née à la fin de l'année 1940/1941).
Les anciens membres de l’Irgoun ont majoritairement fondé fin 1948 le parti Hérout (« Liberté »), qui est la matrice de l’actuel Likoud, parti de la droite israélienne.

## La formation de laHaganah(1920)

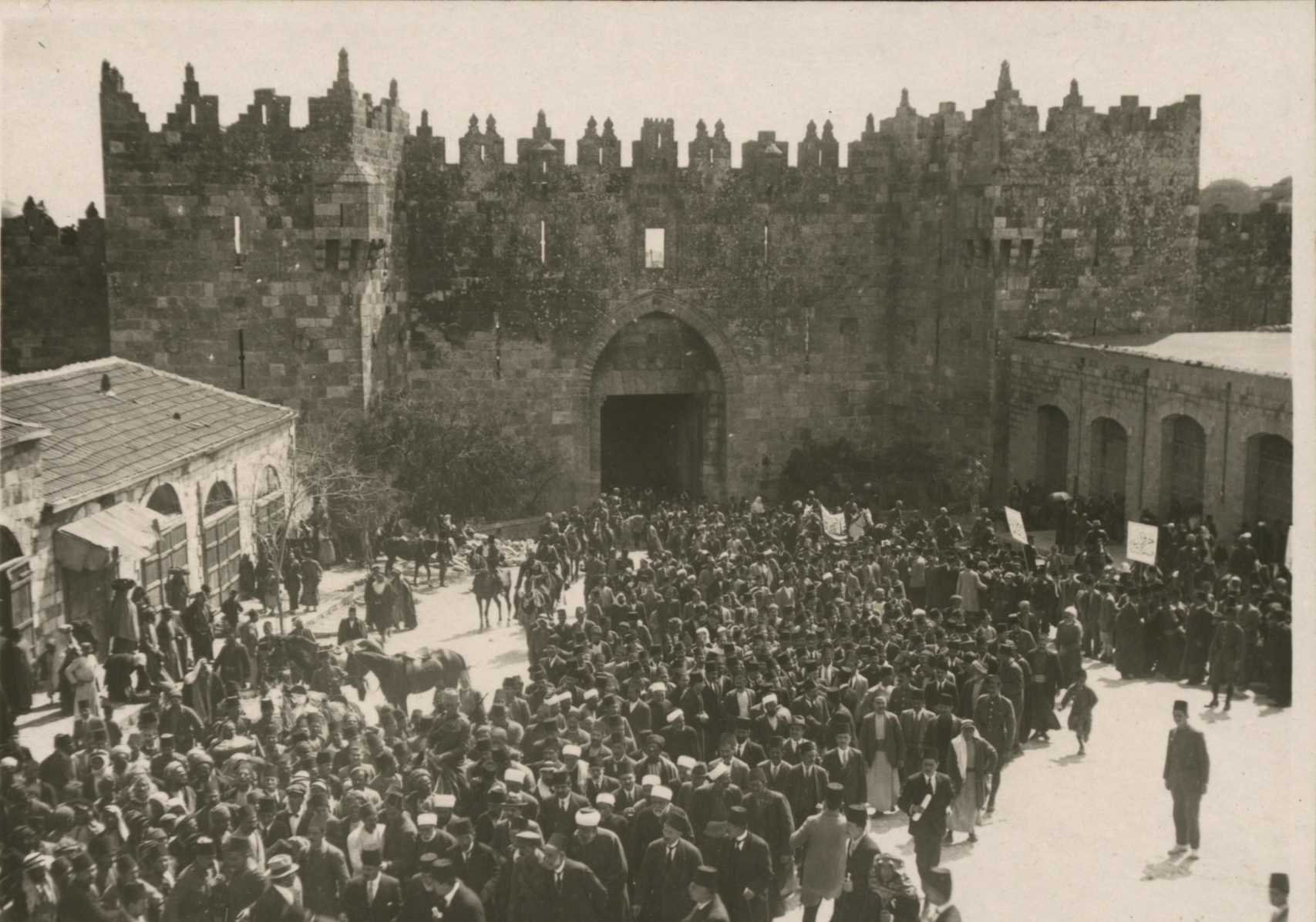
Manifestation antisioniste à la Porte de Damas, à Jérusalem, le 8 mars 1920.

La Haganah est un groupe d’autodéfense juive formé en 1920 à Jérusalem par des militants sionistes, pour la plupart de tendance laïque et socialiste, à la suite des émeutes anti-sionistes menées par les populations arabes.
Vladimir Jabotinsky, sioniste de droite et futur inspirateur de l’Irgoun, y a joué un certain rôle en organisant des groupes d’auto-défense à Jérusalem,, mais ce sont les partis de gauche, en particulier le Hapoel Hatzaïr et le Achdut Ha’avoda, qui prennent la jeune organisation en main. En décembre 1920, elle est placée sous contrôle de la Histadrout, la fédération des syndicats de la gauche sioniste. L’organisation s’étend rapidement à l’ensemble du Yichouv (communauté juive au sein de la Palestine mandataire), surtout après les émeutes de 1921.
Assez vite, des militants sionistes intègrent l’organisation. La Haganah et la Histadrout sont ainsi des organisations « unitaires », qui regroupent les différents partis de gauche (en particulier le Hapoel Hatzaïr et le Achdut Ha’avoda).
Les Britanniques ne reconnaissent pas cette structure de défense juive mais ils la tolèrent.
La Haganah organise gardes et patrouilles autour des fermes collectivistes, des fermes coopératives et agglomérations juives, alors que de 1921 à 1929 la situation sécuritaire est assez calme[évasif], et la Haganah est alors peu active.

## La scission de laHaganah(1931)

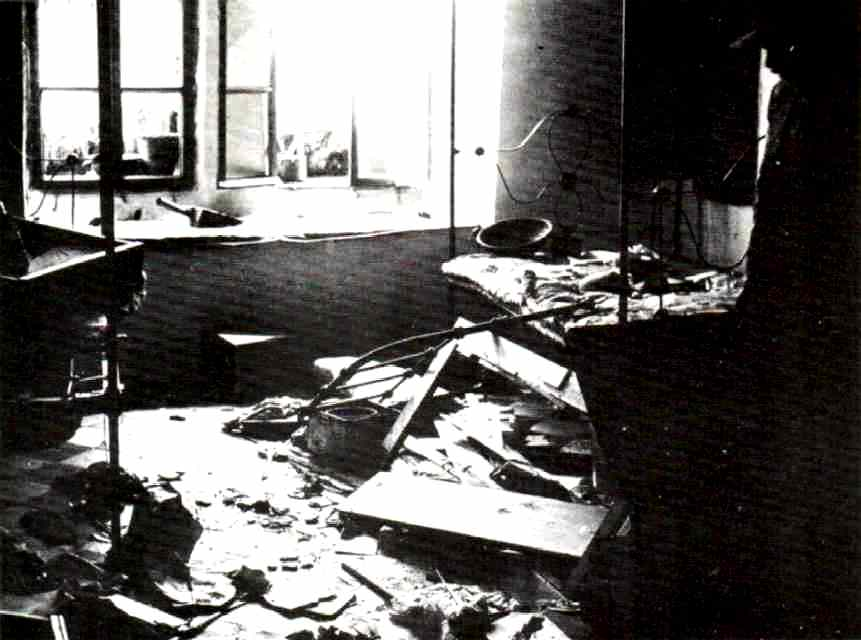
Destructions après les émeutes d’Hébron.

Entre 1929 et 1931, se produit une série d’émeutes nationalistes arabes anti-juives, qui font des dizaines de morts. Ces émeutes ont deux conséquences : la volonté de faire de la Haganah l’organisation commune du Yichouv, mais aussi sa scission.

### L'unité
Les émeutes font d’abord ressortir le besoin pour le Yichouv d’avoir une organisation de défense commune, qui ne soit pas seulement l'émanation des partis de gauche. La Haganah ne peut donc plus être seulement l’émanation de la Histadrout.
Après deux années de négociations entre partis, la direction de la Haganah passe en 1931 de la Histadrout à l’Agence juive (exécutif sioniste en Palestine). L’Agence juive est en effet une organisation officiellement non-partisane, regroupant gauche et droite. Mais comme elle est dominée par la gauche, la droite a exigé un droit de regard. Un comité paritaire est donc créé. C’est l’organe de supervision politique de la Haganah, constitué à parts égales de six membres politiques : trois représentant la « gauche » (dont Eliyahou Golomb et Dov Hoz (en)) et trois représentant la « droite » (dont Saadya Shoshani et Yissaschar Sidkov).
Mais ce changement et ce paritarisme sont plus symboliques que pratiques : les mêmes hommes, plutôt à gauche, restent aux commandes. La direction de gauche, socialiste qui tenait la Histadrout, a en effet fusionné au sein du Mapaï, en 1930. Le Mapaï a alors pris la direction de l’Agence juive et de l’Organisation sioniste mondiale, en alliance avec les centristes libéraux (sionistes généraux). David Ben Gourion a dirigé la Histadrut de 1921 à 1935 (et donc la Haganah jusqu’en 1931). C’est lui qui prend la direction de l’Agence juive de 1935 à 1948 et, par voie de conséquence, de la Haganah.

### La scission

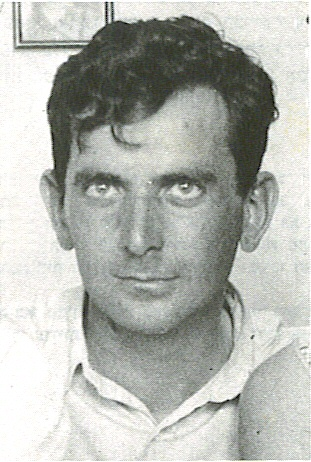
Avraham Tehomi, créateur et dirigeant de l’Irgoun, de 1931 à 1937.

Les émeutes arabes de 1929 provoquent des divergences au sein de la Haganah. Yosef Hecht, chef de la Haganah, est limogé par David Ben Gourion, responsable de la Histadrout, l’autorité de tutelle de la Haganah, et ce malgré le soutien de ses officiers, parmi lesquels Avraham Tehomi, à l’époque commandant adjoint du district de Jérusalem.
Après les émeutes, toujours en 1929, Avraham Tehomi est nommé commandant de la zone de Jérusalem, mais la tension augmente entre bon nombre d’officiers de la Haganah et les politiques de la Histadrout. Beaucoup considèrent en effet qu’ils sont « bridés » par les consignes politiques restrictives.
La Haganah avait en effet développé, largement à la demande de la Histadrout, une doctrine d’utilisation de la force armée, baptisée la Havlaga (« retenue ») :
- pour la défense, lors d’une attaque arabe ;
- pour des représailles, mais ciblées sur d’anciens attaquants identifiés.

Bien souvent, les attaquants ne pouvaient être identifiés, et un courant est apparu au sein de l’organisation, prônant des représailles contre les populations « soutenant » les attaquants, c’est-à-dire potentiellement contre tout Arabe palestinien. « Contrairement à l’esprit pacifiste qui — ostensiblement — prévalait au sein de la communauté juive en Palestine et influençait le climat de la Haganah à l’époque, ce groupe était imprégné d’un fort esprit "militariste" ».
En plus des divergences tactiques, l'élément responsable de la scission fut la suspension d'Avraham Tehomi après des attaques de celui-ci en octobre 1930 contre les « Jésuites socialistes anglais, qui manifestent la plus vive sympathie pour les « malheurs » des Arabes, mais ferment les yeux devant les saloperies dont ils se rendent coupables aux Indes, en Égypte et en d’autres pays ». Ces mots sont interprétés comme une attaque en règle contre le socialisme en général et le mouvement ouvrier juif en particulier, lequel dirige à l’époque la Haganah à travers la Histadrout.
« Avraham Tehomi fut suspendu. En avril 1931 (année du passage de la Haganah sous le contrôle de l’Agence juive), après de longues tractations, lui et dix-neuf officiers qui s’étaient solidarisés avec lui, remirent leur démission. Autour de ce noyau, il fonda quelques semaines plus tard » une nouvelle organisation.
Celle-ci prit le nom de Haganah Beth (Haganah « B »), avant de se renommer « Haganah Le'umit » (« Haganah nationale »). Rapidement, un autre nom commença à être utilisé : Irgoun Zvaï Leoumi (« Organisation militaire nationale »), parfois Irgoun Beth (« organisation B »). L'appellation Irgoun Zvaï Leoumi est exclusivement utilisée à partir d'avril 1937.
En pratique, le refus de la Havlagah n’a guère de conséquences, les attaques arabes s’étant arrêtées avant la scission. Mais la Haganah n’est désormais plus la seule structure de défense en lice dans le camp sioniste.
La « Haganah nationale » ou Irgoun n’est pas officiellement une organisation de droite, mais les sympathisants du Parti révisionniste (le parti de la droite sioniste) y sont nombreux. Vladimir Jabotinsky, leur chef, entre d’ailleurs au « Comité de tutelle » (un comité de supervision politique) de la nouvelle organisation en 1933, au côté des sionistes religieux du Mizrahi , des sionistes généraux (centristes) et du petit « Parti de l’État juif ». À cette date, Vladiùmir Jabotinsky est encore très réticent, et a beaucoup hésité à soutenir la « Haganah nationale », préférant voir les Britanniques soutenir l’intégration de forces juives au sein de l’armée britannique ou de la police mandataire pour en faire un rempart contre les Arabes palestiniens.
La Haganah, qui est certes dirigée et dominée par la gauche, n’est cependant pas une organisation recrutant seulement à gauche car des militants de droite et surtout du centre (sionistes généraux) y sont restés.
La nouvelle organisation est au départ peu importante, très concentrée à Jérusalem, l’ancienne zone contrôlée par Avraham Tehomi. « Les personnalités dominantes ont été David Raziel, Avraham Stern, Hillel Kook et Hayim Shalom Halevi. Au fil des ans, les rangs de l’Irgoun se sont accrus avec l’arrivée de nouvelles jeunes recrues, en particulier du mouvement de jeunesse Betar, mais aussi du Maccabi, une organisation sportive non partisane. De nouvelles branches ont été mises en place dans tout le pays (Tel-Aviv, Haïfa et Safed), et l’Irgoun est devenu un mouvement national ».

## La Grande Révolte arabe (1935-1939)

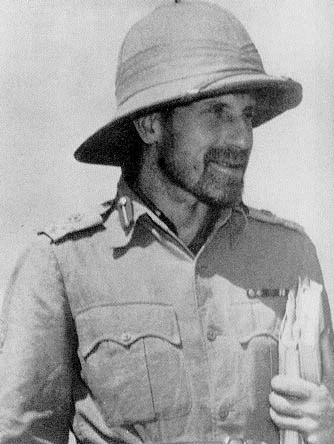
Orde Charles Wingate.

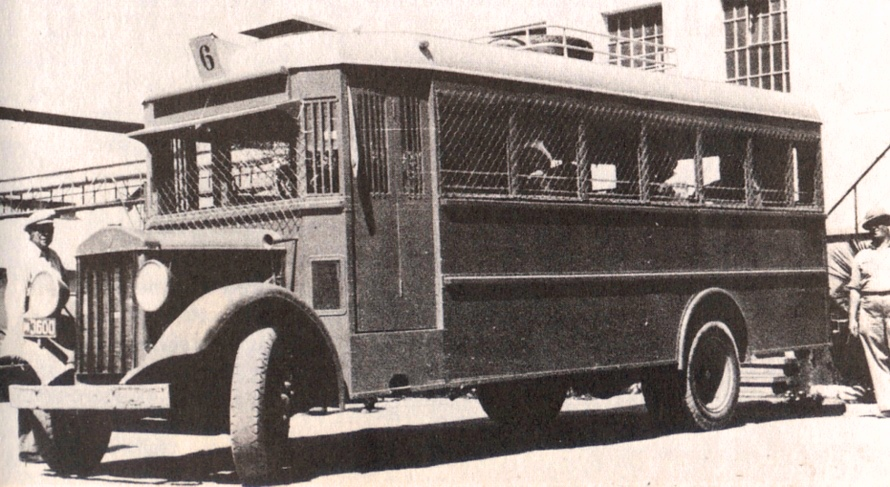
Bus juif protégé avec des grilles contre les jets de pierres ou de grenades.

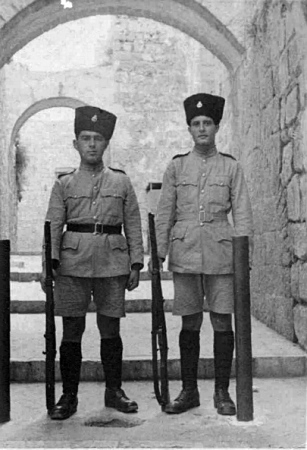
Deux Ghaffir (Police auxiliaire juive), membres du Notrim.

La Haganah nationale, ou Irgoun a une faible activité de 1931 à 1935, du fait de l’absence de conflit ouvert avec la population et les militants nationalistes arabes palestiniens. En 1933, elle est estimée à « 300 hommes, pour la plupart des jeunes sans expérience militaire, souvent obligés de s’entraîner avec des armes en bois ». Par ailleurs, « la Histadrout a boycotté les membres de l’Irgoun, qui étaient [souvent] employés dans la construction ou l’établissement de routes, et les a empêché de trouver un emploi ».
Mais de la fin 1935 à 1939, les Arabes palestiniens se révoltent contre la puissance mandataire britannique et l’implantation sioniste (la population juive est passée de 80 000 en 1918 à 175 000 en 1931 et 420 000 environ en 1936). Plusieurs centaines de Juifs sont tués au cours de la période.
Ce soulèvement a trois conséquences majeures pour les organisations armées :
1. le renforcement militaire de la Haganah : celle-ci se montre assez efficace pour bloquer les attaques arabes, sécuriser les points isolés, et lancer des raids de représailles contre les militants nationalistes arabes. Elle attire de nouveaux adhérents et compte bientôt des dizaines de milliers de membres (dont seulement une minorité sont des combattants stricto sensu). Elle coopère également de façon quasi ouverte avec les Britanniques qui s’appuient largement sur elle et sur ses réseaux de renseignements dans la répression du nationalisme arabe palestinien. Les Britanniques arment et entraînent également plusieurs unités composées de Juifs comme le Notrim (« les gardes »), une police auxiliaire juive qui comprend environ 3 000 hommes, ou les Special Night Squads (« escadrons de nuits spéciaux ») dirigés par le major britannique Orde Charles Wingate, un sympathisant sioniste ;
2. la scission de la Haganah nationale : devant la montée en puissance de la Haganah, même « limitée » par la Havlagah, une partie de la Haganah nationale ou Irgoun décide de rallier la Haganah originelle pour offrir un front commun aux attaques arabes. À partir de 1936, Avraham Tehomi engage des négociations en ce sens. Il est convoqué à Paris par Vladimir Jabotinsky, qui exige de lui un ralliement officiel au sionisme révisionnisme (ce que l’Irgoun n’avait jamais fait) et à son autorité politique. Avraham Tehomi déclare accepter, mais passe finalement à la Haganah originelle en avril 1937 avec 40 % de ses troupes (1 300 hommes). Le « Comité de tutelle » politique éclate. Les partis autres que le Parti révisionniste le quittent. La Haganah est renforcée, tant politiquement qu’en nombre de combattants ;
3. la radicalisation de l’Irgoun : après la scission d'avril 1937, la Haganah nationale n’utilise plus que le nom d’Irgoun Zvaï Leumi (IZL). Ayant rompu avec les sionistes généraux et les sionistes religieux, l’organisation devient alors clairement l’aile militaire du mouvement révisionniste, mais avec une puissance bien moindre que celle de la Haganah.

Malgré ce rattachement idéologique clair, l’influence de Valdimir Jabotinsky au sein de l’organisation est plus théorique que réelle car il n’a plus le droit de pénétrer en Palestine depuis 1929, par décision administrative prise par l'administration britannique.

### Objectifs politiques

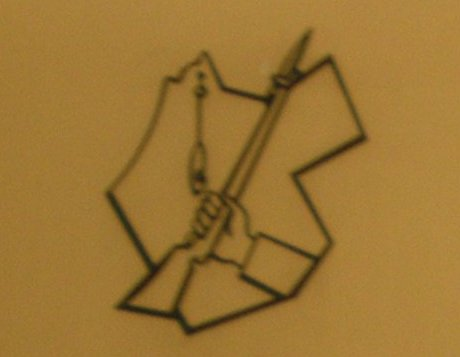
Un logo de lIrgoun avec le territoire revendiqué - détail d'une plaque commémorative.

La Haganah beth créée en 1931 était essentiellement une organisation militante, avec des objectifs opérationnels immédiats, mais sans idéologie ni buts politiques très structurés. Après le départ d'Avraham Téhomi et de ses partisans, l’Irgoun s’aligne très rapidement et définitivement sur les objectifs politiques du sionisme révisionniste : construction d’un État juif en Eretz Israel (la « terre d’Israël »), libéralisme politique et économique, et enfin immigration juive maximale.

La Palestine mandataire officieuse, de 1920 (conférence San Remo) à 1922.

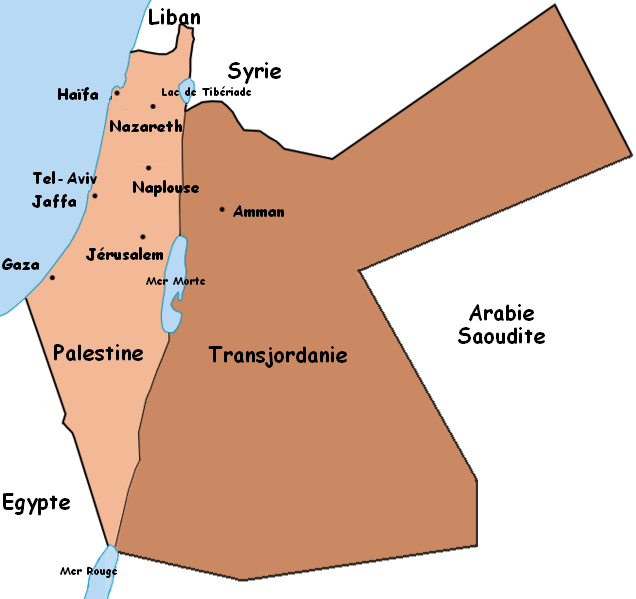
La Palestine mandataire après ratification du Mandat britannique par la Société des Nations, avec à l'ouest du Jourdain la Palestine, ouverte à l'immigration juive et à l'est la Transjordanie.

En matière de construction de l’État juif, les différences d’avec la gauche sont faibles, et se résument essentiellement à l’affirmation ouverte ou non de l’objectif final. L’Organisation sioniste mondiale, dominée par la gauche en alliance avec les centristes, a préféré ménager les Britanniques, et rester à ce titre officiellement centrée sur l’objectif d’un « Foyer national juif » ne tranchant pas la question de l’indépendance ou de l’autonomie sous mandat britannique. L’indépendance ne sera revendiquée officiellement qu’en mai 1942, à la conférence de Biltmore. La droite révisionniste et l’Irgoun, au contraire, préfèrent insister immédiatement sur l’indépendance ; ils la réclament donc à terme (mais pas forcément immédiatement, selon l’approche prudente de Vladimir Jabotinsky) . Finalement, au-delà des différences de présentation, l’objectif est le même que celui des autres organisations sionistes : le départ des Britanniques et la création de l'État juif. Après la conférence de Biltmore de mai 1942, ces différences disparaissent, les uns comme les autres réclamant une indépendance à brève échéance.
Concernant la question territoriale, les principes sont également assez similaires, mais les divergences pratiques sont plus importantes. La gauche comme la droite réclament un État juif sur l’ensemble d’Eretz Israël. Cependant, dans la tradition juive, les frontières de la « terre d’Israël » ne sont pas clairement définies, en particulier à l’Est. En 1920, les Britanniques créent une entité administrative nommée « Palestine », qui englobe la future Palestine mandataire ainsi que l’actuelle Jordanie. Ce territoire est alors accepté par la gauche et la droite comme incarnant la « terre d’Israël ». Dès 1921, les Britanniques en détachent l’émirat de Transjordanie (qui est l'actue royaume hachémite de Jordanie), soulevant les protestations de la droite et de la gauche sioniste. Cette dernière se résout cependant au partage, quand la droite sioniste continue à le refuser. Elle revendiquera encore officiellement la Jordanie bien après la création de l’État d’Israël. Le logo historique de l’Irgoun représente donc une carte de la Palestine de 1920 (Transjordanie incluse) barrée d’un bras et d'un poing brandissant un fusil. Il en est de même pour le logo d'origine du Betar, le mouvement des jeunes sionistes révisionnistes qui reprend également la carte de la Palestine de 1920. La gauche sioniste, de son côté, admet la création de la Transjordanie, décidée de façon unilatérale par les Britanniques, voire un nouveau partage de la Palestine de 1922, hypothèse évoquée dès 1937 par la commission Peel. L’accord théorique entre droite et gauche sur les frontières d’Eretz Israel se double donc d’une nette divergence sur les compromis acceptables en la matière.
Mais les différences sont toutefois faibles en matière de projet politique. L’Irgoun se veut fidèle à l’idéologie libérale de Vladimir Jabotinsky : en faveur de la démocratie parlementaire et du libéralisme économique. Sur le premier plan, il n’y a pas de différence notable avec la gauche, bien que les deux parties s’accusent régulièrement d’être anti-démocratiques : la « dictature » de David Ben-Gourion est ainsi dénoncée, et celui-ci accuse les révisionnistes de sympathies fascistes, qualifiant même Vladimir Jabotinsky de « Vladimir Hitler ». Au-delà de ces violentes accusations, qui expriment de fortes tensions entre organisations, il n’existe pas de domination d’un courant fondamentalement hostile au pluralisme politique dans l’un ou l’autre camp. La gauche sioniste est globalement assez hostile au modèle soviétique, et Vladimir Jabotinsky, qui a des relations assez cordiales avec des régimes dictatoriaux voire antisémites, comme les régimes polonais ou italien (dans la seconde moitié des années trente), a toujours pris soin de rejeter les tentations fascistes qui existent au sein du mouvement révisionniste. Cette aile fascisante s’est d’abord incarnée dans le groupe des Birionim du début des années 1930, et après la disparition de ceux-ci en 1933, elle a continué à exister à travers certains militants, comme Avraham Stern, cadre de l’Irgoun de la seconde moitié des années trente, et sympathisant des régimes fascistes européens.
Sur le plan économique, les sionistes révisionnistes et l’Irgoun sont des libéraux, très hostiles au socialisme prôné par la gauche, même si celle-ci, avec le temps, soutient à compter des années 1930 une économie mixte mélangeant secteur coopératif (moshav, apparu à compter de 1921 et kibboutz dont le premier avait été créé en 1909), secteur public et secteur privé.

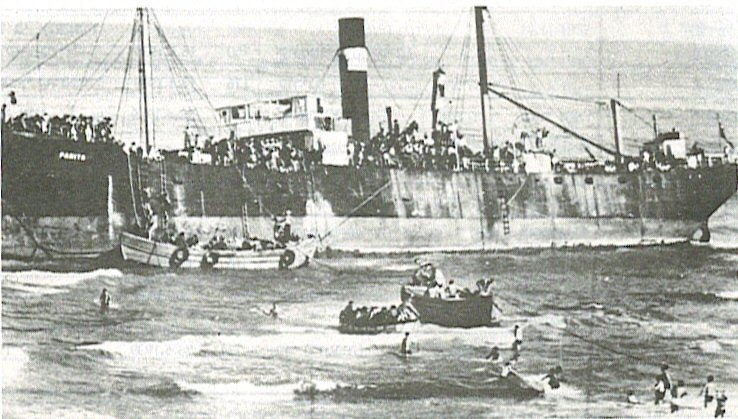
Le Parita, un bateau d’immigrants illégaux affrété par le Betar en 1939.

Le point de vue et les pratiques de la gauche et de la droite sont assez proches en matière d’immigration. Devant l’insuffisance des permis d’immigrant accordés par les Britanniques par rapport aux demandes de Juifs désireux de quitter l’Europe, les organisations sionistes de toutes obédiences organisent à partir de 1933 et l'arrivée d'Hitler au pouvoir et jusqu’à la création d’Israël en mai 1948 l’immigration juive clandestine. Bien que l’Irgoun ait des moyens sensiblement plus restreints que ceux de la Haganah et de sa branche dédiée, le Mossad Le'aliyah Bet (« institution pour la montée B »), l’Irgoun tente, seule ou avec des organisations politiquement proches (Betar, parti révisionniste), d’aider à l’entrée en Palestine d’immigrants clandestins. C’est en particulier le rôle d’Eliyahu Lankin, chargé de l’immigration illégale à la fin des années 1930, à la fois pour le Betar ou pour l’IZL, à la tête d'une unité qui montre l’interpénétration des organisations sionistes révisionnistes en la matière.
Finalement, les principes politiques de l’Irgoun sont fidèles à l’idéologie nationaliste et libérale de Vladimir Jabotinsky. Les différences avec la gauche sioniste portent en partie sur les principes (essentiellement la défense de l’économie libérale), mais surtout sur les méthodes : contre les compromis territoriaux qu’envisage, souvent à regret, la gauche, et pour une utilisation plus décidée de la violence armée, y compris contre les Arabes palestinines . Ces différences sont compliquées par de vigoureuses oppositions de personnes et de conflits entre les structures dirigeantes des organisations de la gauche et de la droite sionistes.

### Le plan d’évacuation du gouvernement polonais (1936-1937)

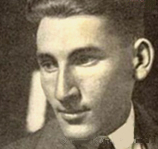
Avraham Stern, envoyé spécial de l’Irgoun auprès des autorités polonaises.

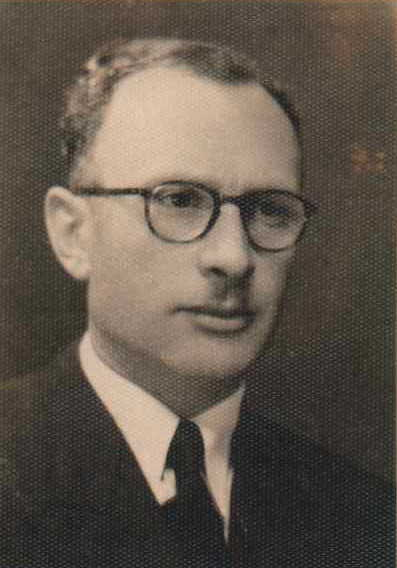
Eliyahu Lankin, officier de l’IZL, participant au stage de 1939 organisé par l’armée polonaise.

En 1936, le gouvernement polonais lance une campagne anti-juive de grande envergure. Le parti au pouvoir (OZON) interdit l’adhésion des Juifs en 1937. Le gouvernement pousse à l’émigration juive, et indique même officiellement en 1938 qu’il souhaite « une réduction substantielle du nombre des Juifs en Pologne », par des départs en masse vers la Palestine ou l’Afrique. Il prend contact avec le gouvernement français pour explorer, sans succès, l’hypothèse d’un accueil des Juifs polonais à Madagascar.
Vladimir Jabotinsky décide alors d’engager le Parti révisionniste à soutenir le gouvernement polonais. Il essaye de convaincre celui-ci que c’est vers la Palestine que les Juifs doivent être dirigés. Le gouvernement le reçoit, et les deux parties s’affichent volontiers ensemble. L’objectif de Vladimir Jabotinsky est de trouver un allié pour faire pression sur le Royaume-Uni, dans le but d’augmenter le nombre des visas d’immigration que la puissance mandataire limite nettement depuis le début des années 1930 afin de calmer l’opposition des Arabes palestiniens.
Mais au-delà des activités politiques, la collaboration des révisionnistes avec la Pologne a également un volet militaire. À la suite des entretiens d’octobre 1937 entre Vladimir Jabotinsky et le chef d'état-major général polonais, le maréchal Rydz-Smigly et le ministre des affaires étrangères, le colonel Beck, un soutien concret est apporté à l’Irgoun. Avraham Stern est chargé du dossier du côté de l’IZL, en tant qu’envoyé spécial. De l’argent est versé par le gouvernement polonais en 1939. Cinq mille fusils sont livrés la même année. Au printemps 1939, l’armée polonaise donne à 25 officiers de l’Irgoun « un stage d’entraînement militaire et de sabotage ».
Si le rapprochement avec le régime polonais a eu certains avantages pour l’Irgoun (armes et entraînement), le coût politique est plus rude pour l’IZL et les révisionnistes, beaucoup de Juifs en Palestine mandataire et ailleurs n’acceptant pas les bons rapports avec un régime qui ne cache pas son antisémitisme virulent, qui appelle ainsi au boycott des magasins juifs, qui est favorable au quota de Juifs dans les universités (3 % maximum des entrants) et qui ne fait rien pour assurer la sécurité des Juifs polonais, qui ont 79 morts entre 1935 et 1937, à la suite de tueries diverses entre Polonais non juifs et Juifs établis en Pologne .

### L’Irgounet la question de la violence

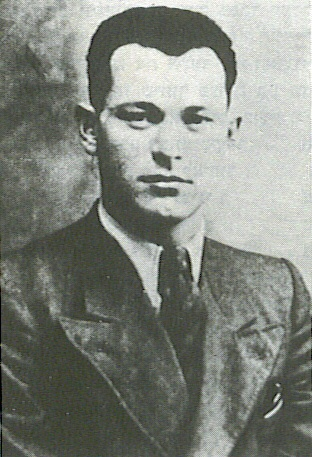
David Raziel, chef de l’organisation de 1938 à 1941.

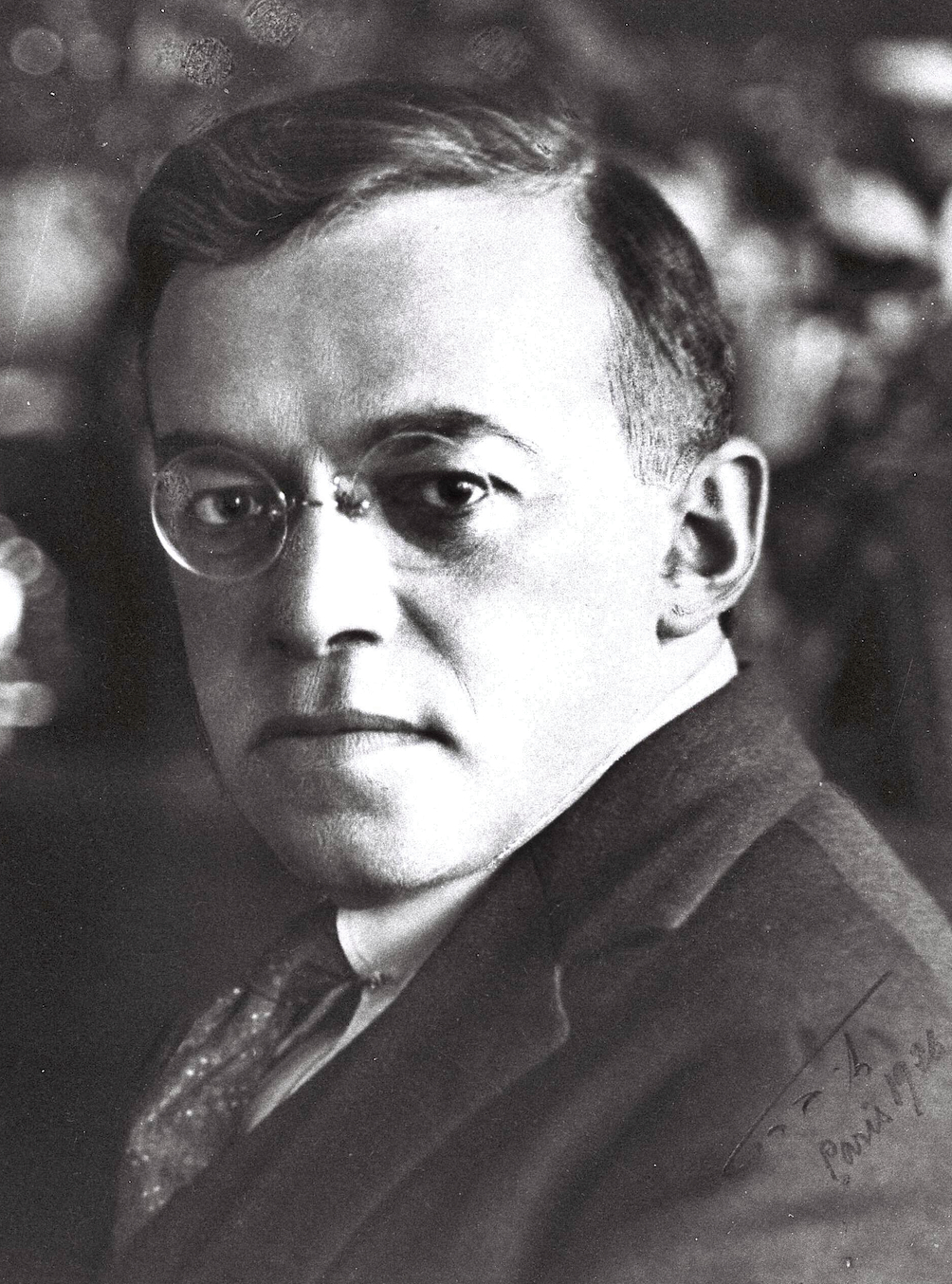
Zeev Vladimir Jabotinsky.

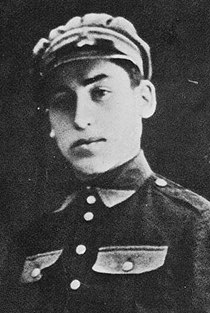
Shlomo Ben Yosef, pendu en 1938.

L’Irgoun a commencé une campagne contre les Arabes palestiniens avant même le départ d'Avraham Tehomi. Ainsi le 16 avril 1936, en réponse à l’assassinat de deux Juifs la veille, l’Irgoun tue deux ouvriers agricoles dans une orangeraie.
La généralisation des attaques contre les Arabes date cependant de 1937, après le retour et le départ vers la Haganah d'Avraham Tehomi et de ses partisans. En 1936, Vladimir Jabotinsky joue d’ailleurs encore un rôle modérateur, adjurant « ses partisans de faire preuve de retenue, aussi longtemps qu’il existera une chance de reconstituer une Légion juive avec le soutien du Royaume-Uni ».
Mais après la scission de 1937, la modération est remise en cause. Vladimir Jabotinsky écrit à la direction de l’IZL « si les troubles reprennent et s’accompagnent d’attaques contre des Juifs, ne vous retenez pas ». À Alexandrie, en juillet 1937, il indique cependant à ses troupes qu’il préfère éviter le terrorisme aveugle : « je ne vois nul héroïsme à tirer sur un fellah venu vendre ses légumes à Tel-Aviv, ni le bénéfice politique que nous pourrions en tirer ».
La question de l’usage de la violence contre les Arabes palestiniens pour répondre à la montée des attaques contre les Juifs en Palestine mandataire agite l’organisation tout au long de l'année 1937. Robert Bitker (ancien officier des armées blanches de la guerre civile russe) devient le nouveau responsable militaire de l’Irgoun après avril 1937, à laquelle sont restés fidèles 1 700 combattants. Peu apprécié de ses hommes, il est remplacé à l’automne 1937 par Moshe Rosenberg. Hostile au terrorisme, celui-ci est rapidement remplacé par David Ratziel en 1938. C’est ce dernier, qui n'est pas encore responsable national, mais seulement commandant de la zone de Jérusalem, qui organise les premières représailles à grande échelle de l’IZL, lors du « dimanche noir », le 14 novembre 1937, où huit Arabes (six hommes et deux femmes) sont abattus.
Preuve de l’influence lointaine de Vladimir Jabotinsky, pourtant chef politique officieux de l’organisation, l’Irgoun s’est lancé dans la violence contre les Arabes palestiniens sans son autorisation. Ces attaques valent à l’Irgoun la réprobation des instances officielles du Yichouv et de la Haganah, et la qualification d’organisation terroriste par les services de répression britanniques. « Des dizaines de cadres du parti révisionniste et du Betar sont arrêtés et placés en détention administrative. Des tribunaux militaires sont instaurés et la possession illégale d’armes devient passible de la peine de mort. […] L’Irgoun doit interrompre ses attaques fin 1937 ». La décision de Moshe Rosenberg est mal prise par beaucoup de membres de l’IZL et explique pour une bonne part son remplacement par David Ratziel en 1938.
Le 29 juin 1938, un militant de l’Irgoun, Shlomo Ben Yosef (en), arrêté après un attentat en 1937, est pendu par les Britanniques (il avait « tiré sur un autobus arabe lors de son passage. Aucun des passagers n’avait été blessé »). La réaction de l’Irgoun est violente. Il est décidé de ne pas viser les Britanniques, pour ne pas pousser trop loin l’épreuve de force avec les autorités mandataires. Alors que la Grande Révolte arabe se calmait, il est décidé de cibler la population arabe palestinienne : « il faut créer une situation où la vie d’un Arabe ne vaudra pas plus que celle d’un rat. Comme ça, tout le monde comprendra que les Arabes sont de la merde, que nous sommes, nous et non eux, les véritables maîtres du pays ». Vladimir Jabotinsky approuve la nouvelle orientation, non sans déchirement. Le bilan des représailles à la mort de Ben Yosef est sanglant :
- cinq Arabes abattus le 4 juillet 1938 dans plusieurs attentats ;
- le 6 juillet, deux bombes placées dans des bidons de lait explosent en plein marché arabe de Haïfa. La foule attaque les Juifs et la police britannique tire sur l'ensemble des présents : vingt-et-un Arabes et six Juifs sont tués dans l’attentat et l’émeute ;
- une bombe placée dans la rue tue deux Arabes à Jérusalem le 6 juillet ;
- une bombe placée dans la rue tue trois Arabes à Jérusalem le 8 juillet ;
- une bombe placée dans le souk de la vieille ville de Jérusalem tue dix Arabes le 15 juillet ;
- une bombe placée dans le marché arabe de Haïfa le 25 juillet 1938 fait quarante-cinq morts, selon le bilan britannique mais l’Irgoun pense que les Britanniques ont réduit le bilan pour calmer la foule arabe. Une enquête interne à l’Irgoun donne 70 morts ;
- le dernier gros attentat de la campagne de 1938 est commis le 26 août : un tonneau de dynamite, explosant dans le souk de Jaffa, fait vingt-quatre morts.

La campagne d’attentats commis par l'Irgoun entre juillet et octobre 1938 relance la violence des Arabes qui commettent des assassinats individuels en réaction et le nombre de Juifs tués pendant cette période augmente spectaculairement : cinquante par mois entre juillet et octobre, contre sept par mois au cours des neuf mois précédents, alors que la Grande Révolte arabe se calmait.
Au début de 1939, après des informations sur une révision de la politique du Royaume-Uni dans un sens pro-arabe (confirmée ensuite par le Livre Blanc), l’Irgoun relance ses actions. Ainsi sont tués au hasard vingt-sept Arabes dans les rues de Haïfa, Tel-Aviv et Jérusalem, le 27 février 1939, ce qui entraîne les félicitations de Vladimir Jabotinsky : « votre réponse aux manifestations de victoire des ennemis de l’État juif a produit un effet énorme et positif ».
Le bilan politique de ces actions semble finalement plutôt négatif. L’utilisation de la violence contre les Arabes est largement condamnée par le Yichouv et isole la droite nationaliste, l’Irgoun et Jabotinsky.

### Liste des attentats attribués à l’Irgounde 1936 à 1939
Pendant le soulèvement arabe de 1936-1939, les attentats de l’Irgoun ont fait environ 250 victimes parmi les Arabes. La liste ci-dessous est tirée de l'ouvrage d'Arie Perliger et Leonard Weinberg. On note quelques différences de détails avec les attentats rapportés par Marius Schattner. Sont tués :
- 20 avril 1936 : 2 travailleurs arabes d’une plantation de bananes.
- Mars 1937 : 2 Arabes sur la plage de Bat-Yam.
- 14 novembre 1937 : 6 Arabes dans plusieurs fusillades à Jérusalem.
- 12 avril 1938 : 2 Arabes et 2 policiers britanniques par une bombe posée dans un train à Haïfa.
- 17 avril 1938 : Un Arabe par une bombe qui explose dans un café à Haïfa.
- 17 mai 1938 : Un policier arabe dans un attentat contre un bus de la route Jérusalem-Hébron.
- 24 mai 1938 : 3 Arabes par balle à Haïfa.
- 23 juin 1938 : 2 Arabes près de Tel-Aviv.
- 26 juin 1938 : 7 Arabes par une bombe à Jaffa.
- 27 juin 1938 : Un Arabe dans l’enceinte d’un hôpital à Haïfa.
- 5 juillet 1938 : 7 Arabes dans plusieurs fusillades à Tel-Aviv.
- Le même jour : 3 Arabes par une bombe déclenchée dans un bus à Jérusalem.
- Le même jour : Un Arabe dans un autre attentat à Jérusalem.
- 6 juillet 1938 : 18 Arabes et 5 Juifs par deux bombes simultanées au marché arabe de Melon à Haïfa.
- 8 juillet 1938 : 4 Arabes par une bombe à Jérusalem.
- 16 juillet 1938 : 10 Arabes par une bombe dans un marché de Jérusalem.
- 25 juillet 1938 : 40 Arabes, selon les Britanniques, et 70 Arabes, selon l'Irgoun, par une bombe placée dans un marché à Haifa.[réf. souhaitée]
- 26 août 1938 : 24 Arabes par une bombe dans un marché de Jaffa.
- 27 février 1939 : 33 Arabes dans plusieurs attentats, dont 24 par une bombe dans le marché de Suk Quarter de Haïfa et 4 dans un marché arabe de légumes à Jérusalem.
- 29 mai 1939 : 5 Arabes par l’explosion d’une mine dans le cinéma REX de Jérusalem.
- Le même jour, 5 Arabes durant un raid sur le village de Biyar 'Adas.
- 2 juin 1939 : 5 Arabes par une bombe, près de la Porte Jaffa à Jérusalem.
- 12 juin 1939 : Une bombe explose dans une poste de Jérusalem, tuant un artificier britannique lorsqu’il essaie de désamorcer la bombe.
- 16 juin 1939 : 6 Arabes sont tués dans plusieurs attentats à Jérusalem.
- 19 juin 1939 : 20 Arabes par de explosifs placés sur un âne au marché d’Haïfa.
- 29 juin 1939 : 13 Arabes dans plusieurs fusillades qui durent près d’une heure.
- 30 juin 1939 : Un Arabe sur un marché de Jérusalem.
- Le même jour, 2 Arabes par balle à Lifta.
- 3 juillet 1939 : Un Arabe par une bombe placée dans un marché d’Haïfa.
- 4 juillet 1939 : 2 Arabes dans deux attentats à Jérusalem.
- 20 juillet 1939 : Un Arabe dans une attaque de train à Jaffa.
- Le même jour, 6 Arabes dans plusieurs attentats à Tel-Aviv.
- Le même jour, 3 Arabes à Rehovot.
- 27 août 1939 : 2 officiers britanniques par une mine à Jérusalem.

L’Irgoun mena au moins 60 opérations distinctes durant cette période.

### Le Livre blanc de 1939
En mai 1939, les Britanniques publient un troisième Livre blanc sur la Palestine, réponse politique à la « grande révolte arabe en Palestine » qui avait commencée en 1936 et qui s'était soldée par la défaite des Arabes palestiniens.
Ce plan prévoit la fin de l’immigration juive dans un délai de 5 ans. D'ici cette date, elle sera limitée : on ne peut nier que la peur d’une immigration juive indéfinie est largement répandue dans les rangs de la population arabe et que cette peur a rendu possible ces troubles . « L'immigration juive sera maintenue au cours des cinq prochaines années pour autant que la capacité économique d’absorption du pays le permettra, à un taux qui portera la population juive à environ le tiers de la population totale […] Au terme de la période de cinq ans, aucune immigration juive ne sera plus autorisée, à moins que les Arabes de Palestine ne soient disposés à y consentir ».
Ce même plan envisage (de façon vague) un État unitaire en Palestine à la fin du mandat britannique, pour 1949, État à majorité arabe : « Le gouvernement de Sa Majesté [a le] désir […] de voir s’établir finalement un État de Palestine indépendant ». « Si, au terme de dix années, il est avéré que l’indépendance doive être ajournée, le gouvernement britannique consultera les habitants de Palestine et le Conseil de la SDN ».
Selon le Livre blanc, « Le gouvernement de Sa Majesté déclare aujourd’hui sans équivoque qu’il n’est nullement dans ses intentions de transformer la Palestine en un État juif », ce qui pourrait mettre fin aux espoirs sionistes.
Jusqu’alors, le mouvement révisionniste avait critiqué le mandat britannique, parce que pas assez favorable aux Juifs. Mais il restait un allié du Royaume-Uni et ne pratiquait pas de lutte armée contre la puissance mandataire. Le Livre blanc du 17 mai 1939 change totalement la situation. Cette nouvelle donne politique est doublée d’une nouvelle direction de l’organisation deuis 1938, David Ratziel, mais il est arrêté par la police britannique en 1939.
« Après l’arrestation de David Ratziel, Hanoch Kalai, son adjoint, a été nommé commandant en chef. Avraham Stern, qui était alors en Pologne, est revenu en Palestine et est nommé à la tête du département de l’information. Les autres membres du quartier général conservent leurs postes. Lors de la première réunion du quartier général dirigé par Hanoch Kalai, il a été décidé de lancer un deuxième front contre les Britanniques, en représailles à la publication du Livre blanc. Conformément aux procédures de l’Irgoun, l'ancien commandant en prison - David Ratziel - n’a pas été consulté, et n’a pas pris part au processus de décision ». De fait, « sous l’impulsion d'Avraham Stern qui a pris […] une influence prépondérante sur l’organisation », des centraux téléphoniques sont attaqués, des bombes explosent à la poste de Jérusalem et à la radio nationale. « Trois policiers britanniques et deux juifs, accusés de servir d’auxiliaires, sont assassinés ».

## Le cessez-le-feu de l’Irgoun(septembre 1939-février 1944)
En septembre 1939 éclate la Seconde Guerre mondiale, entre l'Allemagne nazie d'un côté et l'alliance franco-britannique de l'autre.
« Le 31 août 1939, l'état-major de l’Irgoun est convoqué pour une session spéciale à Tel-Aviv. Au cours de la réunion, le CID (service de renseignement britannique), des enquêteurs militaires et des policiers civils font irruption dans la pièce. L'ensemble de l'état-major a été arrêté (Hanoch Kalai, Avraham Stern, Aharon Heichman), ainsi que Haim Lubinsky et Yashka Eliav, qui n'en sont pas membres. Les détenus ont été d'abord emmenés au commissariat de police de Jaffa et plus tard à la prison de Jérusalem. Ils ont été coupés du monde extérieur et n'ont pas su que le lendemain de leur arrestation, les Allemands avaient envahi la Pologne et que la guerre avait éclaté ».
Vladimir Jabotinsky, dont l'influence sur l’Irgoun est devenue très théorique, pousse à arrêter les opérations armées, au nom de la priorité à la lutte contre le nazisme. David Ratziel le soutient, « Avraham Stern et la majorité du commandement s'y opposent ». Le 11 septembre, à la demande de David Ratziel, Benyamin Zeroni, qui a pris la direction temporaire de l'organisation, publie un document par lequel il déclare que « dans le but d'investir un effort maximum pour aider le Royaume-Uni et ses alliés, l'Irgoun Zvai Le'umi a décidé de suspendre toutes les activités offensives en Palestine ». Un accord formel est finalement signé par David Ratziel fin 1939 et les autorités britanniques pour participer à des actions offensives contre l'Allemagne nazie et ses alliés, en particulier dans le domaine du sabotage. David Ratziel est tué au combat en Irak, en mai 1941, dans le cadre d'une opération menée sous la direction des services secrets britanniques. Pour honorer cet accord, « le 18 juin 1940, après beaucoup d'hésitations, [les Britanniques relâchent] Avraham Stern et les autres commandants de l’Irgoun. Ils vont le regretter ».
Vladimir Jabotinsky a approuvé l'accord avec les autorités britanniques. Il meurt d'une crise cardiaque aux États-Unis le 4 août 1940. Avec lui disparaît le chef charismatique de la droite nationaliste sioniste.

### La scission du «groupe Stern» (juillet 1940) et la création du Lehi

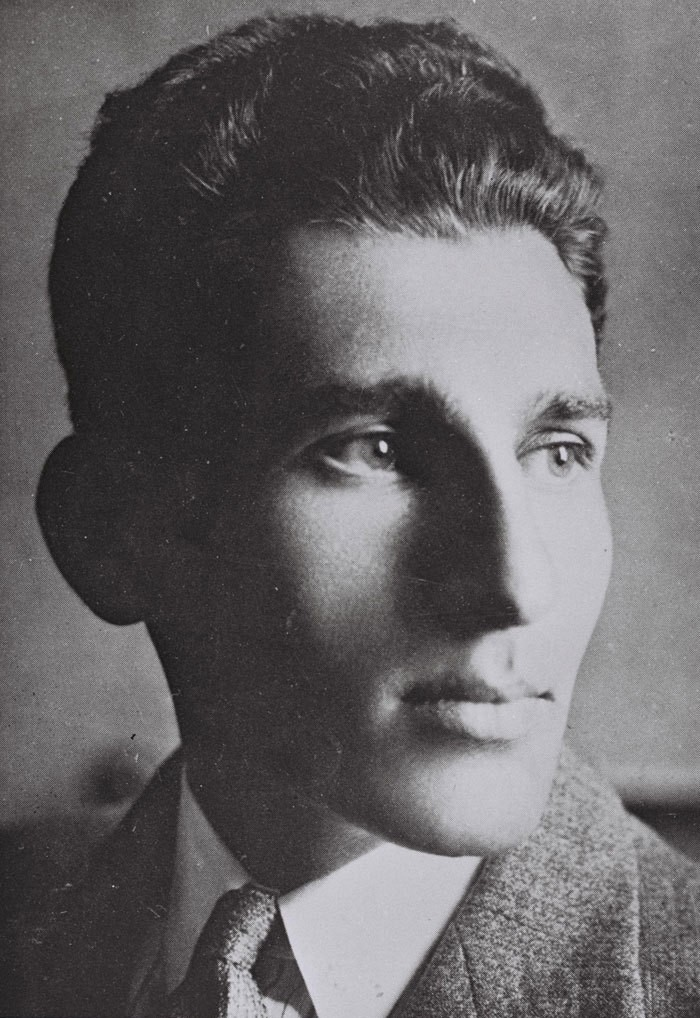
Avraham Stern, créateur de lIrgoun Tsvai Leumi beIsraël.

L'opposition à la trêve décidée en septembre 1939 avait été majoritaire au sein du commandement de l’Irgoun. Avraham Stern (Yair) conteste ce choix de Vladimir Jabotinsky et de David Ratziel. Il considère que la menace de disparition du « foyer national juif » prévue par les Britanniques par le Livre Blanc de 1939 (un État palestinien à majorité arabe devait être créé en 1949) est plus grave que le danger nazi.
Avraham Stern et le reste de l'état-major sont libérés par les Britanniques le 18 juin 1940, et rejoignent David Ratziel qui avait été libéré dès octobre 1939. L'affrontement des factions au sein de l'Irgoun est rapidement tendu et porte sur deux thématiques : l'opposition à la trêve, et la rupture d'avec le parti révisionniste dont est partisan Avraham Stern, qui trouve ce parti politique beaucoup trop modéré. « Immédiatement après leur libération, l'état-major a tenu une réunion orageuse à Tel-Aviv. Le principal affrontement a eu lieu entre Avraham Stern (Yair) et David Ratziel […]. Stern et ses camarades ont fait valoir que l’Irgoun devait sortir de sa dépendance à l'égard du parti révisionniste, et décider par elle-même de son avenir politique. À leur avis, les dirigeants du mouvement révisionniste […] [qui soutiennent la trêve] entravent la lutte contre les Britanniques en raison de leur préoccupation pour la survie de leur parti. […] Avraham Stern a fait valoir que la lutte contre les Britanniques devrait se poursuivre, même si le Royaume-Uni était en guerre avec l'Allemagne. À son avis, aussi longtemps que les Britanniques dirigerontla Palestine, ils seraient les principaux ennemis et devraient être chassés du pays. Pour David Ratziel, au contraire, les Allemands étaient les ennemis jurés du peuple juif [… et] les Britanniques [des] alliés dans la guerre contre l'Allemagne. […] Le 17 juillet 1940, Avraham Stern fit sécession. […] La scission a eu un effet dévastateur sur l’Irgoun et a été accompagnée par des récriminations mutuelles. Beaucoup d'officiers et de membres se retirèrent ».
L'organisation qu'Avraham Stern crée avec ses partisans s'appelle d'abord « Irgoun Tsvai Leumi beIsraël », plus tard renommée « Lohamei Herut Israël » (« Combattants pour la liberté d'Israël ») ou Lehi. Les Britanniques l'appellent le « Stern gang » traduit en français par « groupe Stern ». L'organisation tente de prendre contact avec les Allemands, au nom de la différence entre l'« adversaire » (l'Allemagne), préférable à « l'ennemi » (les Britanniques qui empêchent l'État juif).
La scission d'avec l’Irgoun prend en pratique plusieurs mois, certains militants hésitant entre l’Irgoun (et sa politique de cessez-le-feu avec les Britanniques) et les partisans d'Avraham Stern. Le parcours de Yitzhak Shamir est ainsi révélateur. En contact avec le groupe Stern dès le début, il « n'arrive pas à prendre son parti. Pendant des mois, il oscillera entre les deux camps rivaux, sans s'engager ni dans l'un ni dans l'autre. Ce n'est qu'au printemps 1941 qu'Yitzhak Shamir rejoint le groupe Stern, après l'échec des […] premières tentatives de contact avec l'Axe ». Hostile aux Britanniques, ne reculant pas devant la violence (il dirigeait la 8e compagnie de l’Irgoun de Tel-Aviv, et était donc très impliqué dans les attentats anti-arabes), mais pragmatique et peu intéressé par les grands débats idéologiques, il aurait été longtemps rebuté par l'exaltation d'Avraham Stern. Marius Schattner note que « l'extrémisme de Yaïr le rebute ».
La nouvelle organisation attire au départ nombre de militants, car l'hostilité à la nouvelle politique britannique était grande au sein de l’Irgoun. Elle se livre à des attentats contre les Britanniques ou des Juifs « collaborateurs », mais sans grand succès. « Le groupe ne compte plus qu'une centaine de membres à la fin de l'été 1941, contre plusieurs centaines en 1940. Presque tous les cadres, les uns après les autres, ont abandonné un chef qui a fait les preuves d'une incapacité flagrante dans le domaine de l'action directe et dont la stratégie d'alliance avec l'Axe a failli sur toute la ligne ». L'organisation est alors « en pleine déliquescence ». Le groupe Stern est finalement quasiment démantelé fin 1941- début 1942 et entre en sommeil. Les responsables sont morts (Avraham Stern, tué par les Britanniques en 1941) ou en prison (Yitzhak Shamir).

### La prise de fonction de Menahem Begin (décembre 1943)

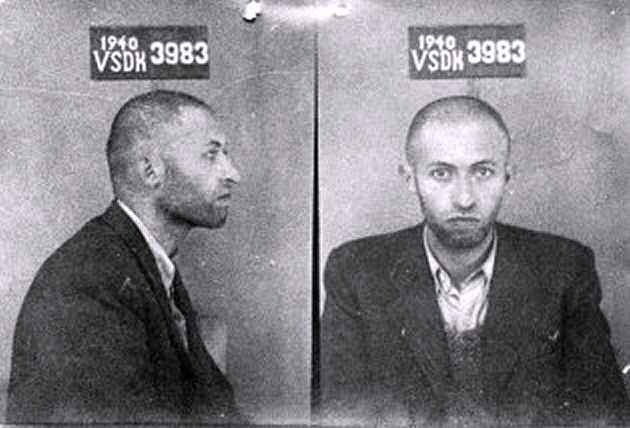
Menahem Begin en 1940,
lors de son arrestation par le NKVD russe, 3 ans avant son émigration vers la Palestine.

C'est Yaakov Meridor qui remplace David Ratziel après la mort de celui-ci en mai 1941.
Mais les temps sont difficiles pour l’Irgoun. L'organisation n'est pas un parti politique et elle n'existe que pour la lutte armée. Le cessez-le-feu décidé en septembre 1939 lui enlève sa raison d'être. De plus, la scission avec le groupe Stern l'a affaibli : « À l'été 1943, le moral est tellement bas qu'il est question de dissoudre l'organisation ».
C'est à cette date que l'ancien dirigeant du Betar de Pologne, Menahem Begin, qui vient de quitter l'armée polonaise fidèle au gouvernement de Londres, reprend la direction de l’Irgoun. « À mi-chemin entre Vladimir Jabotinsky et Avraham Stern, il entend poursuivre les objectifs traditionnels du mouvement sioniste révisionniste par une violence contrôlée. Ce n'est pas tant l'Angleterre qu'il combat que le Livre blanc ».
« En décembre 1943, Begin a été choisi en tant que commandant de l'Irgoun Zvai Le'umi en Eretz Israël. Il a créé un nouvel état-major, qui comprenait Aryeh Ben Eliezer, Eliyahu Lankin et Shlomo Levi-Lev Ami (Levi était le seul qui avait été membre du commandement précédent). Lors de sa première réunion, l'état-major a adopté deux résolutions importantes : la première était que la lutte armée contre le gouvernement mandataire britannique devait être lancée sans délai, et la seconde que l’Irgoun devait se détacher du parti révisionniste et déterminer sa propre voie ». Trois ans et demi après, c'était le programme d'Avraham Stern qu'adoptait l’Irgoun, mais dans des circonstances différentes, la victoire alliée sur l'Allemagne devenant très probable. Ce rapprochement ne permet d'ailleurs pas de mettre fin à la scission de juillet 1940, chaque organisation restant jalouse de son autonomie.

## Reprise de la lutte armée contre les Britanniques (février 1944)
En février 1944, l’Irgoun considère que la guerre est maintenant gagnée par les Alliés, et que le problème prioritaire redevient le projet britannique qui veut limiter les arrivées des Juifs en Palestine mandataire et reste favorable à un futur État unitaire, à la fin du mandat britannique. Le refus des Britanniques de laisser entrer en Palestine les Juifs, rescapés des camps de la mort, qui fuient l’Europe est particulièrement critiqué :

« dans la nuit du 1er au 2 février 1944, des affiches sont placardées dans les localités juives de Palestine. [elles proclament] « Il ne peut y avoir de trêve entre le peuple hébreu […] et l'administration britannique en Palestine, qui livre nos frères à Hitler. Guerre au pouvoir britannique. Guerre jusqu'au bout ! ». »

C'est la première fois que les révisionnistes s'attaquent sérieusement aux Britanniques (à part quelques attentats à la mi-1939). La tentation existe depuis le début des années 1930 (voir Sionisme révisionniste : les Birionim), quand les Britanniques ont commencé à prendre leurs distances avec les projets sionistes et à freiner l'immigration juive. Mais Vladimir Jabotinsky, puis la guerre, avaient empêché le passage à l'acte.
Le 12, puis le 27 février 1944, des locaux de l'administration britannique sont visés sans faire de mort ni de blessé. Le 23 mars, cinq policiers et un membre de l’Irgoun sont tués lors d'attaques contre des locaux abritant les services du CID (Central Intelligence Department, principal service de lutte contre les sionistes révisionnistes et l'Irgoun). Le 17 mai, la station de radio britannique installée à Ramallah est attaquée et le 22 août, c'est le quartier général de la police à Tel-Aviv-Jaffa qui est pris pour cible. Malgré une insatisfaction croissante de la population juive de Palestine contre la politique britannique, les attentats sont condamnés par les instances officielles du sionisme (l’agence juive, dirigée par David Ben Gourion et par la Histadrout), ainsi que par une partie des Juifs établis depuis 1920.

### «La saison» (novembre 1944-juillet 1945)

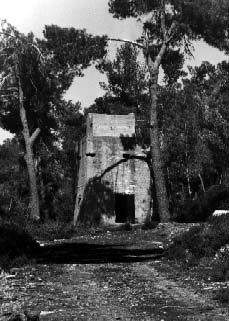
Un lieu d'internement secret de la Haganah, pendant « la saison ».

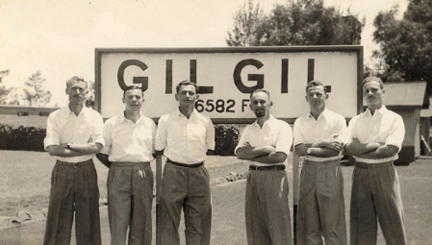
Détenus de l'IZL au camp de Gil Gil (Kenya), vers 1945.

Dès avril 1944, David Ben Gourion menace de réprimer les actions de l’Irgoun en se servant des commandos de la Haganah. Devant la montée des actions de l'IZL, il lance finalement le 26 novembre 1944 « la saison de la chasse aux terroristes », restée dans l'histoire sous le nom de « la saison ». Ce jour-là, il fait adopter par la Histadrout un programme en quatre points qui prévoit la collaboration avec les Britanniques dans la traque des « terroristes ».
L'Agence juive fournit aux services de répression britanniques environ 700 noms de membres de l'Irgoun . « Des dizaines seront enlevés par les équipes spéciales de la Haganah et soumis à des interrogatoires sévères, accompagnés parfois de sévices. L’Irgoun et le Lehi devront interrompre leurs opérations jusqu'à la fin de la Seconde Guerre mondiale. C'est alors que Menahem Begin fait un choix capital « […] en interdisant à ses hommes de se livrer à des représailles ».
La « saison » est un succès pour la Haganah. Beaucoup de chefs et de militants de l’Irgoun sont en prison ou en camps d'internement , souvent envoyés en Afrique, comme en Érythrée ou au Kenya. Menahem Begin passe entre les mailles du filet. L'attitude britannique reste inflexible vis-à-vis des Juifs que les armées alliées libèrent de l'occupation nazie et qui désirent se rendre en Palestine encore gérée par l'administration britannique. Toute entrée en Palestine leur reste interdite. La colère grandit dans le Yichouv. La collaboration avec les Britanniques devient de plus en plus impopulaire, « y compris parmi ceux chargés de son exécution ». La « saison » est ajournée à compter de juillet 1945. L’Irgoun peut souffler et se réorganiser.

### Le Mouvement de rébellion hébraïque (octobre 1945-juillet 1946)
« Le 1er octobre 1945, Ben Gourion adresse de Paris un télégramme ultra-secret au commandement de la Haganah en Palestine, lui enjoignant d'engager la lutte contre le pouvoir mandataire. La Haganah se voit confier une double mission : assurer manu militari le débarquement des immigrants clandestins en Palestine, perpétrer des actes de sabotage calculés pour produire le maximum d'effet en causant un minimum de perte ».

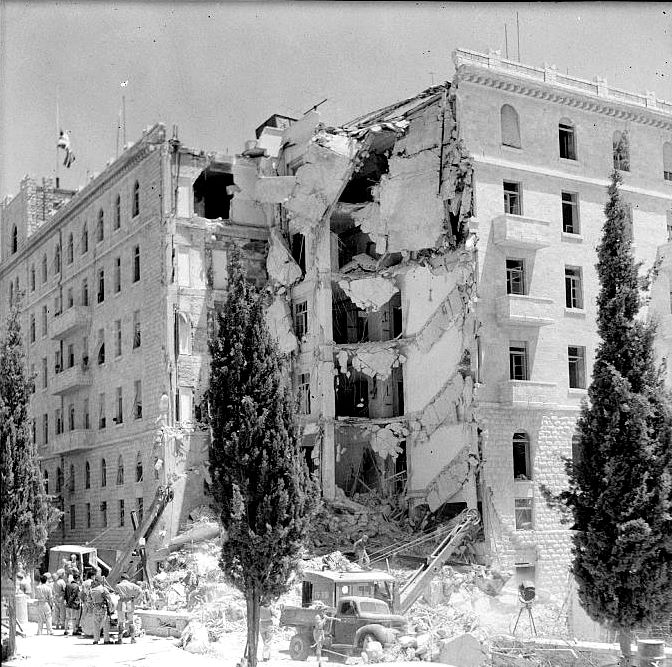
L'attentat contre l'Hôtel King David, le 22 juillet 1946.

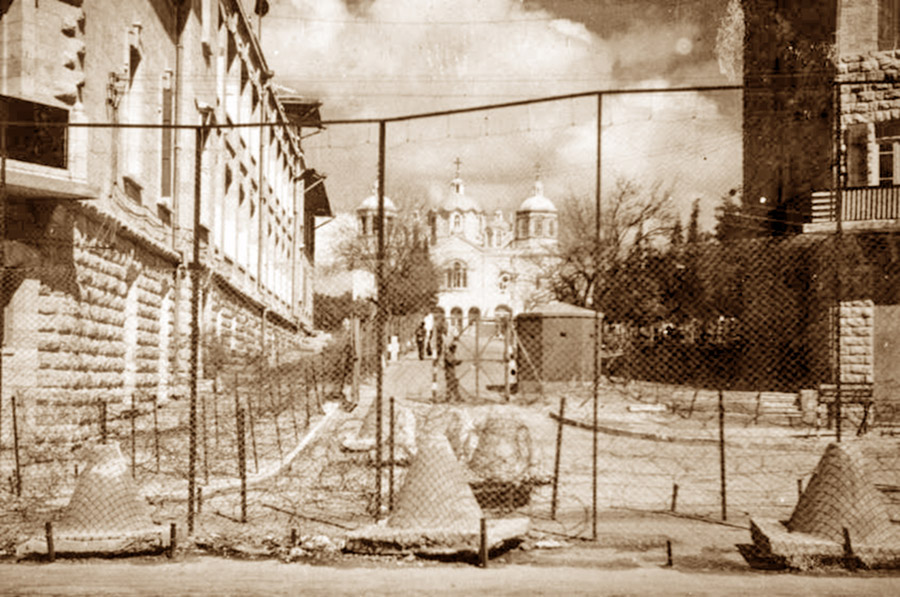
« Bevingrad », la zone fortifiée britannique de Jérusalem, protégée contre les attentats.

D'octobre 1945 à juillet 1946, la Haganah, le Lehi et l’Irgoun créent le Mouvement de Rébellion hébraïque, dirigé par un « comité X » contrôlé par la Haganah.
L'entrée de la Haganah et de ses milliers de combattants (en particulier les 2 000 combattants d'élite du Palmach, créé en 1941) donne une nouvelle ampleur à la lutte. Les sabotages se multiplient. Le 1er novembre, la Haganah fait ainsi sauter la ligne de chemin de fer qui va de la frontière du Liban au Sud de la Palestine en 153 points différents.
Londres réagit en portant les effectifs de l'armée et de la police britannique à plus de 80 000 hommes en décembre 1945 ; ils seront plus de 100 000 en 1947, soit un soldat ou policier pour six juifs.
Le 27 décembre 1945, dix policiers et militaires britanniques sont tués dans une série de raids du Lehi et de l’Irgoun. Le 25 avril 1946, le Lehi tue sept parachutistes britanniques mais cet attentat est condamné par la Haganah.
Le 12 juin 1946, le gouvernement britannique refuse l'entrée de 100 000 rescapés juifs des camps de la mort, qui était alors une recommandation de la commission anglo-américaine.
Dans les jours qui suivent, se multiplient les attentats. Le 22 juillet 1946, l’Irgoun fait sauter à Jérusalem l'hôtel King David qui abrite le secrétariat du haut commissariat britannique en Palestine et la direction du service répressif britannique, le CID. On dénombre 91 victimes (28 Britanniques, 19 Juifs et 41 Arabes), la plupart civiles. L'attaque a été planifiée par le comité X, mais la Haganah demande finalement à annuler l'opération face à la possibilité de nombreuses victimes civiles. L’Irgoun maintient l’opération. L’attaque est menée par Yosef Avni, un membre du Betar, qui participera au massacre de Deir Yassin du 9 avril 1948, et Yisrael Levi. Un message téléphonique avertit le consulat général de France, qui est situé à environ 500 mètres de l'hôtel ainsi que le journal The Jerusalem Post 25 minutes avant l'explosion. Un autre message d'avertissement est donné à l'hôtel King David peu de temps avant l'explosion, ce que nieront longtemps les autorités britanniques. L’Irgoun revendique immédiatement l'attentat, en affirmant ne pas avoir eu l'intention de provoquer des morts. Menahem Begin relate cet épisode dans un livre autobiographique paru en 1978,,.
Les modérés de l'Agence juive et de l'Organisation sioniste mondiale, en particulier Haïm Weizmann, faisaient pression depuis quelques semaines pour arrêter les actions armées. Les Britanniques avaient arrêté de nombreux responsables de la Histadrout, de l'Agence juive (dont Moshé Sharett, le chef de son département politique) et de la Haganah. L'attentat du King David et ses dizaines de morts sonnent le glas du « Mouvement de la révolte hébraïque ». Les modérés l’emportent. La Haganah condamne l'attentat et quitte le MRH. Le Lehi et l’Irgoun sont de nouveau isolés face aux Britanniques.
Même le Parti révisionniste, qui partage pourtant la même idéologie nationaliste que l’Irgoun, prend parfois ses distances avec certaines actions de l'organisation.

### Vers le partage de la Palestine (août 1946-novembre 1947)

Projet de partage de la Palestine, refusé par l’Irgoun.

Le Lehi et l’Irgoun n'ont pas beaucoup d'hommes : « 4 000 au plus pour l'IZL, dont un millier opérationnels, dix fois moins pour le Lehi, mais débarrassés des contraintes que leur imposait l'alliance avec la Haganah [qui ne voulait pas ou peu de morts], les dissidents n'en frapperont que plus fort ».
Après une pause faisant suite à l'attentat contre l'hôtel King David en juillet 1946, les deux organisations « relancent la guérilla urbaine en octobre 1946. Une centaine de membres des forces de sécurité britanniques sont tués ou blessés en six semaines […]. le 31 octobre […] l'Irgoun fait sauter une bombe à l'ambassade britannique à Rome ».

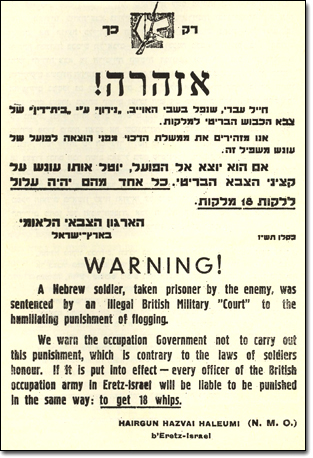
Menaces de l’Irgoun après la condamnation au fouet d'un de ses membres.

Les actions se multiplient. En « décembre 1946, un commandant de l'armée britannique et trois sergents sont fouettés après […] que cette peine d'un autre âge eut été infligée par ordre d'un tribunal militaire, à un jeune membre de l'IZL. De crainte qu'un tel affront ne se répète, les autorités renoncent aux châtiments corporels ». Le 12 janvier 1947, le groupe Stern fait sauter une camionnette bourrée d'explosifs dans la cour du commissariat central d'Haïfa, faisant six morts et trente blessés.
Le samedi 1er mars 1947, « l'IZL lance seize opérations en un jour ». Douze militaires sont tués au club des officiers de Jérusalem.

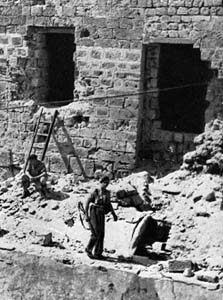
Le mur de la prison d'Acre après l'attaque de l'IZL.

Le 4 mai 1947, 34 combattants de l'IZL, sous le commandement de Dov Salomon et de Yehuda Apiryon, attaquent la prison d'Acre, principal centre d'internement britannique des militants armés. Trois assaillants sont tués et cinq sont faits prisonniers après la retraite (dont trois seront finalement exécutés le 29 juillet 1947), mais 28 prisonniers du Lehi et de l’Irgoun s'évadent, ainsi que 182 prisonniers arabes. L'ampleur de l'attaque et sa très bonne organisation sont une surprise pour les forces britanniques.
La répression contre l'Irgoun et le Lehi est sévère, mais « le maréchal Montgomery, chef d'état-major impérial, n'obtiendra jamais carte blanche pour désarmer le Yichouv et employer les mêmes méthodes punitives qui avaient servi pour écraser la révolte arabe en 1936 ».
« Les opérations contre les troupes d'occupation, de plus en plus audacieuses, rendent le pays ingouvernable […]. Désemparé, Bevin, [Ministre des Affaires étrangères britannique] décide en février 1947 de porter l'affaire devant l'ONU, non sans espérer un échec des Nations unies qui permettrait le retour en force de la Grande-Bretagne ».

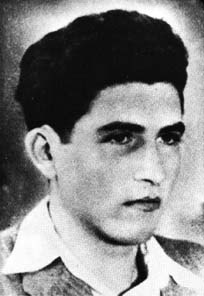
Yaakov Weiss, de l’Irgoun, pendu le 29 juillet 1947.

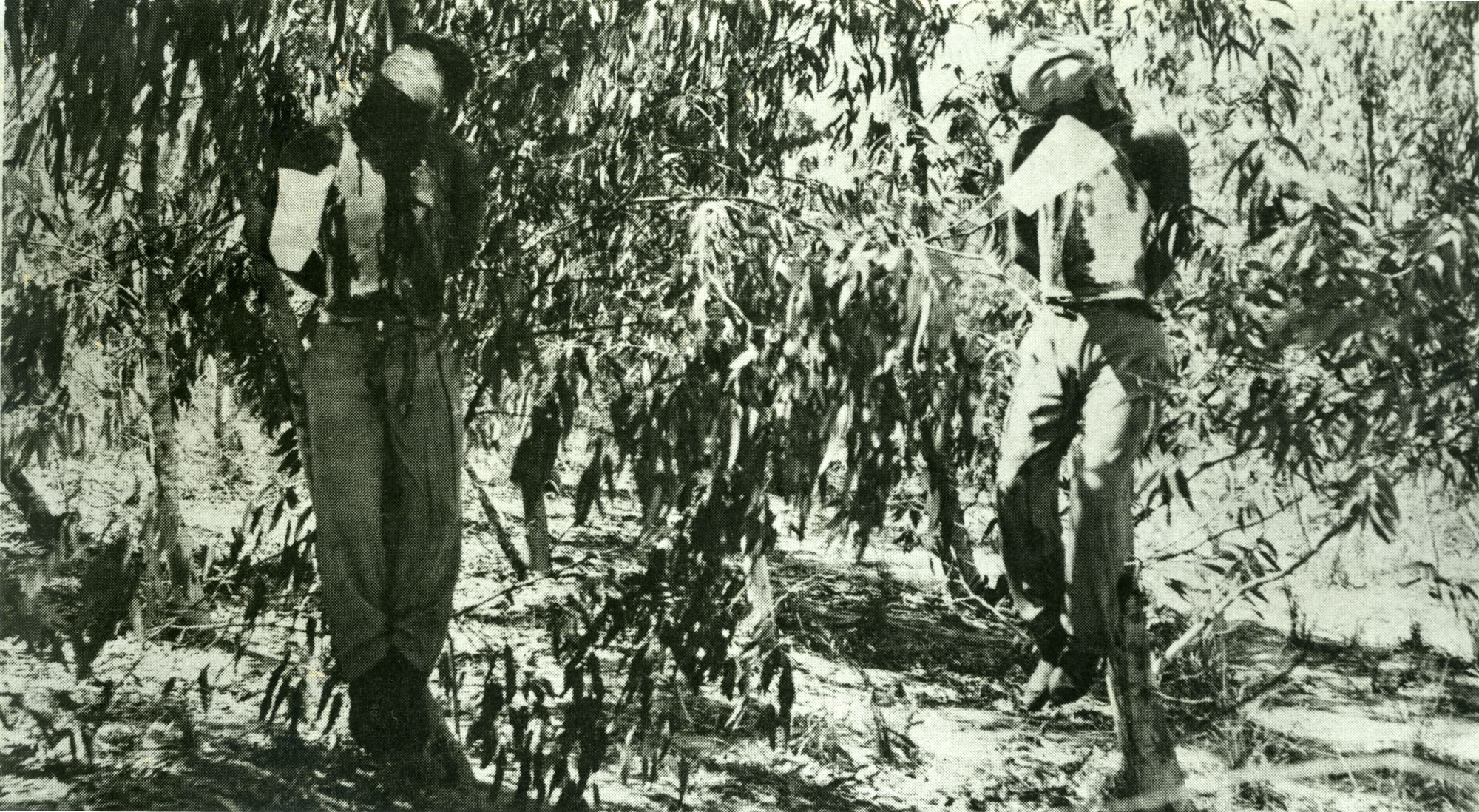
Les sergents britanniques, Clifford Martin et Marvin Paice, capturés par l’Irgoun le 12 juillet puis pendus le 30 juillet 1947.

Une commission spéciale de l'ONU relative à la Palestine (initiales en anglais : U.N.S.C.O.P.) est formée, qui propose un plan de partage de la Palestine, finalement adopté par l'Assemblée générale des Nations unies le 29 novembre 1947. Par ce plan, un État juif est prévu pour être créé à la fin annoncée du mandat britannique fixée au 15 mai 1948 sur 55 % de l'ancienne Palestine, alors que la population juive représente 33 % de l'ensemble des habitants. Un État arabe est également prévu pour 67 % de la population et la zone de Jérusalem devrait être internationale, placée sous la responsabilité de l'ONU.
L'Agence juive et l'Organisation sioniste mondiale acceptent le plan mais l’Irgoun et le Lehi le refusent. L'IZL n'a cependant pas les moyens de s'y opposer et cesse officiellement ses opérations en août 1947, quand le plan de partage est adopté par l'UNSCOP et qu'elle le soumet à l'Assemblée Générale des Nations unies le 29 août 1947.
La dernière phase des opérations de l'IZL (août 1946 – août 1947) a coûté la vie à 141 Britanniques et à 338 en tout entre 1944 et mai 1948. Ces chiffres sont des chiffres complets, qui incluent les victimes de la Haganah (assez peu nombreuses) et du Lehi. Mais l’Irgoun est responsable de la grande majorité des morts .
Une des dernières actions de l’Irgoun a un grand retentissement en Angleterre où des émeutes antisémites visant des magasins et des synagogues éclatent. Le 29 juillet 1947, trois hommes de l’Irgoun ayant participé à l'opération contre la prison d'Acre sont pendus. « Le lendemain, deux sergents britanniques pris en otage [depuis le 12 juillet] sont pendus dans un bois d'eucalyptus, près de Netanya. Une mine placée sous les pendus explosera quand un capitaine britannique viendra détacher les corps [il est gravement blessé]. Dans les heures qui suivent, cinq Juifs sont tués par des policiers britanniques ivres de rage qui mitraillent des passants à l'aveuglette ». Time to go (il est temps de partir) écrit le Manchester Guardian tandis qu'à Londres, Manchester, Liverpool, Newcastle, Gatehead et Holyhead, on assiste à des manifestations antisémites pouvant prendre la forme d'attaques de synagogues ou de magasins tenus par des juifs.
Du côté de l’Irgoun, ce sont les derniers militants exécutés. Il y en a eu huit en tout : Shlomo Ben Yosef (en) le 29 juin 1938, les sept autres exécutés pendant les derniers affrontements, les 16 avril et 29 juillet 1947. À ces exécutions doivent s'ajouter les hommes morts au combat et le suicide en prison de Meir Feinstein (le 21 avril 1947) après sa condamnation à mort.

## Guerre civile en Palestine (décembre 1947-mai 1948)

### Attentats contre les Arabes

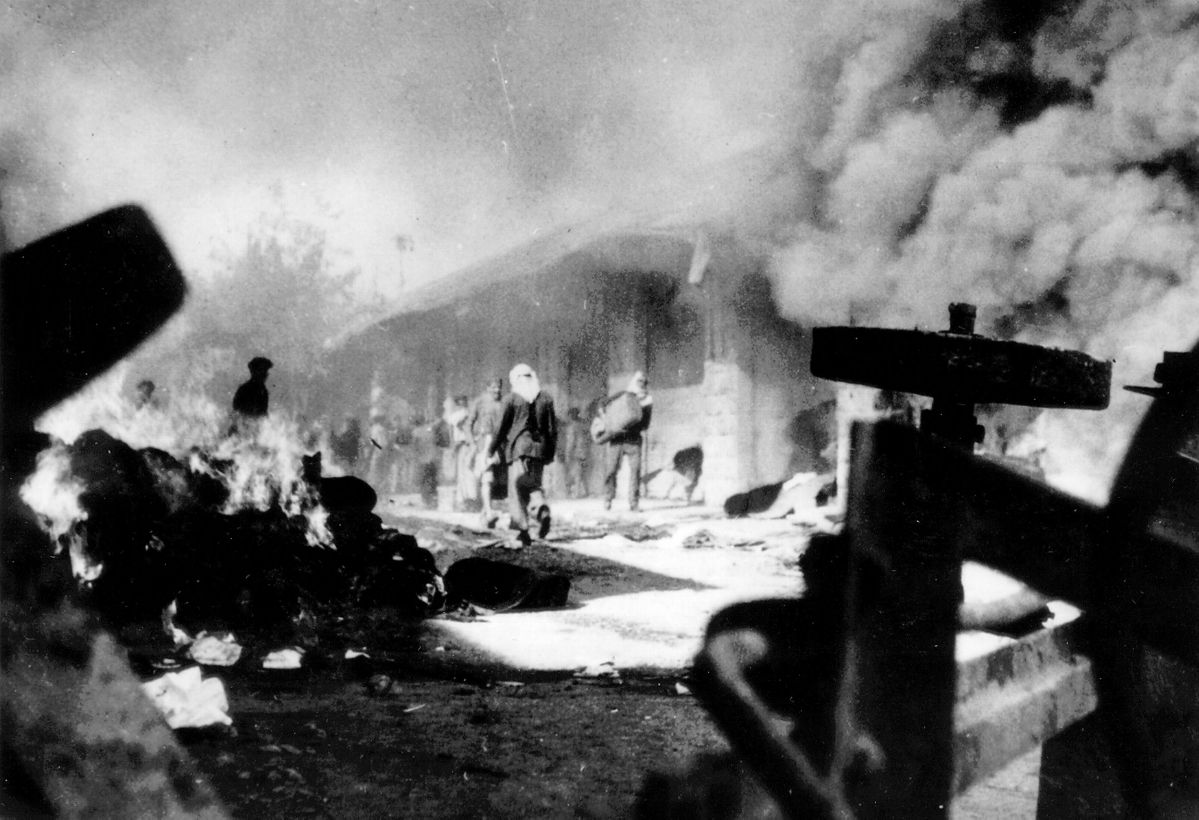
Une attaque contre un centre commercial juif, le 2 décembre 1947.

Au lendemain du vote de partage, le 30 novembre 1947, des attentats et des émeutes anti-juives éclatent en Palestine et au Proche-Orient. Des dizaines de civils juifs sont tués. « Les Palestiniens […] n'acceptent pas de perdre la moitié de leur patrie pour que l'Occident s'acquitte de sa dette morale envers les Juifs ».

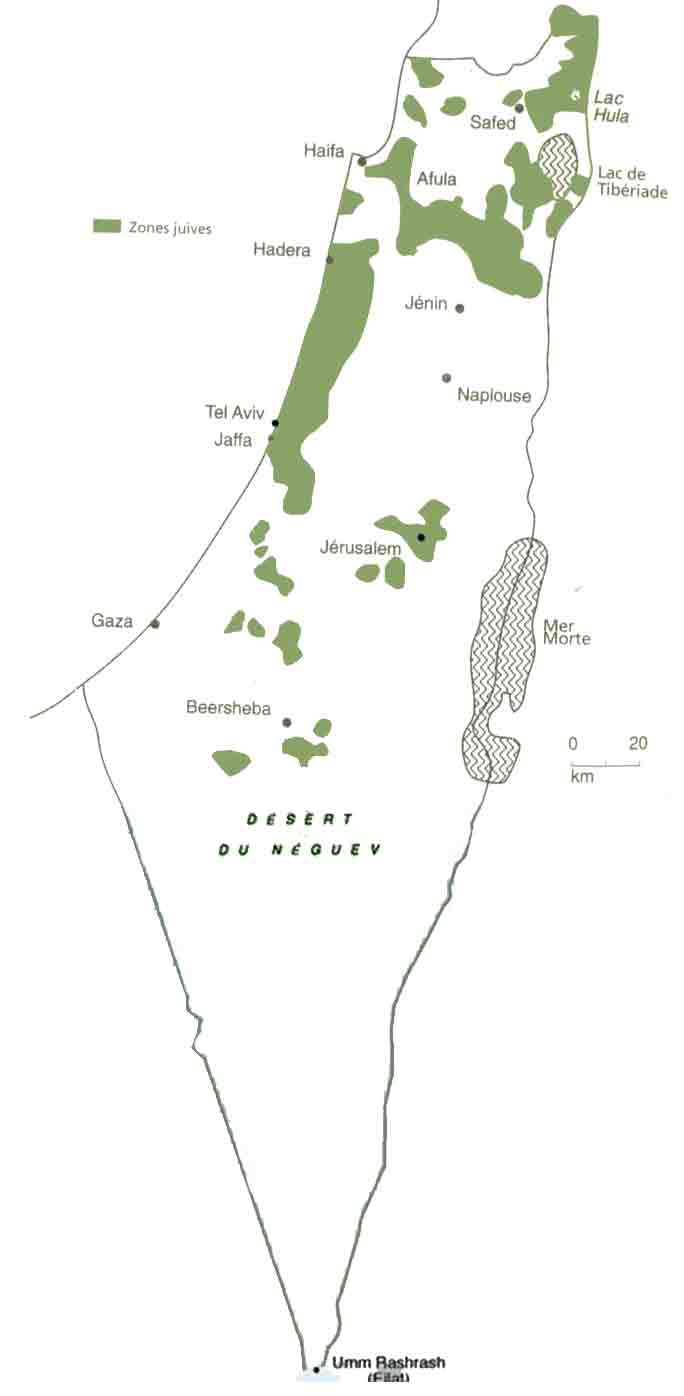
Carte des zones juives au début de la guerre civile.

En représailles, l'IZL reprend ses attentats contre les Arabes, attentats qui avaient cessé en 1939. Le 27 décembre 1947, des membres de l’Irgoun jettent deux bombes dans une foule d'ouvriers arabes devant la raffinerie de Haïfa. Six sont tués. Trente-neuf travailleurs juifs sont alors tués par les ouvriers arabes en représailles.

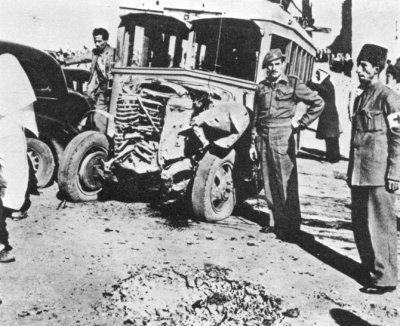
Bus calciné après un attentat de l’Irgoun le 29 décembre 1947. Sept Palestiniens sont tués.

Le 7 janvier, à un arrêt de bus, Porte de Jaffa à Jérusalem, quatre membres de l’Irgoun lancent une bombe dans la foule arabe et tuent 17 personnes. Ils s'enfuient au moyen d'une voiture blindée volée aux Britanniques mais ils ont un accident et doivent continuer à pied. Trois sont tués par les Britanniques et le dernier, blessé, est fait prisonnier.
Tandis que la Haganah travaille à la constitution d'une armée solide, capable de vaincre les irréguliers arabes et les armées arabes régulières dont l'attaque est annoncée après le départ des Britanniques (prévu le 15 mai 1948), l’Irgoun, dont la taille est plus réduite, se livre essentiellement à des attentats aveugles contre la population civile.
À partir d'avril, la Haganah se lance dans une série de contre-offensives de grande envergure contre les irréguliers arabes, en particulier l'Opération Nahshon dans la région de Jérusalem ou l'Opération Yiftah dans la haute vallée du Jourdain, reprenant le contrôle des voies de communications qui relient les zones juives entre elles ainsi que les villes mixtes.

### Massacre de Deir Yassin
l’Irgoun accepte de coordonner ses actions avec la Haganah, mais dans une certaine mesure seulement. On commence à voir apparaître des unités de plusieurs dizaines d'hommes de l’Irgoun opérant ensemble contre des villages arabes.
C'est dans ce cadre que se produit le massacre de Deir Yassin. Le 9 avril, des combattants de l’Irgoun et du Lehi attaquent le village, malgré l'accord de non-agression qu'il avait signé avec ses voisins juifs. Mal entraînés à ce type de combat, les assaillants ont cinq tués, 35 blessés et se retirent. Ils font alors appel au Palmach dont « une section […] réduira sans problème le principal noyau de résistance. Vendredi midi, elle se retire, laissant le soin aux combattants de l'Irgoun et du groupe Stern de ratisser le village ». Une partie de la population est alors massacrée.
La presse et des historiens rapportent le nombre de 254 victimes civiles, « hommes, femmes et enfants [...] abattus à la mitraillette et à l'arme blanche », massacre « programmé pour pousser les Palestiniens à fuir massivement leurs villages et les abandonner aux colons juifs. [...] Le commando, après avoir ordonné par haut-parleurs aux habitants de vider les lieux, a exterminé tous ceux qui ne se conformaient pas à leur injonction. Aussitôt connue dans le monde arabe, la nouvelle a plongé l'opinion dans la consternation et la colère [...] d'autant que Deir Yassine était l'une de ces typiques bourgades palestiniennes qui entretenaient des relations de bonne intelligence avec les communautés juives voisines ». D'autres historiens évaluent en général le massacre plutôt entre 100 et 120 morts,. Mais, fortement médiatisé, le massacre a eu plusieurs conséquences. D'une part, il a définitivement ancré l'image violente de l’Irgoun. D'autre part, « encore amplifié par la propagande arabe, [il] jettera des milliers puis des dizaines de milliers de Palestiniens sur les routes de l'exode ».
Menahem Begin niera tout massacre, parlant d'une « propagande mensongère » : « ce ne fut pas ce qui s'est passé à Deir Yassin, mais bien ce qui a été inventé […] qui nous a aidé à nous ouvrir un chemin vers des victoires décisives […] Les Arabes pris de panique s'enfuirent aux cris de « Deir Yassin » ». Les autorités de l'Agence juive dénoncent fermement le massacre, mais aucune poursuite judiciaire n'est entreprise.

### L'échec de l'attaque sur Jaffa

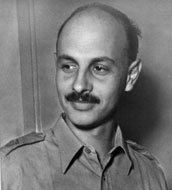
Yigaël Yadin, entre 1949 et 1952.

La ville de Jaffa a été attribuée aux Arabes par le plan de partage mais se trouve au cœur de l'État juif.
À la suite de la victoire de la Haganah à Haïfa, Jaffa est attaquée par l’Irgoun le 27 avril. Les forces de l'Armée de libération arabe résistent aux assaillants.
À la suite des incidents de Haïfa, les Britanniques, généralement passifs, ont cette fois décidé d'intervenir, et menacent les Juifs de représailles s'ils ne stoppent pas leur offensive.
Mais après des rumeurs de renforcement de l'Armée de libération et d'intervention de la Légion arabe, Yigal Yadin (Haganah) préfère lancer l'opération Hametz visant à encercler la ville.
Les Britanniques réagissent en bombardant les positions de l’Irgoun ce qui met un terme à l'offensive.
La ville ne tombera que le 13 mai à la suite du départ des Britanniques. Dans la foulée, entre 50 000 et 60 000 Arabes supplémentaires se seront enfuis,.

### Actions contre les Britanniques

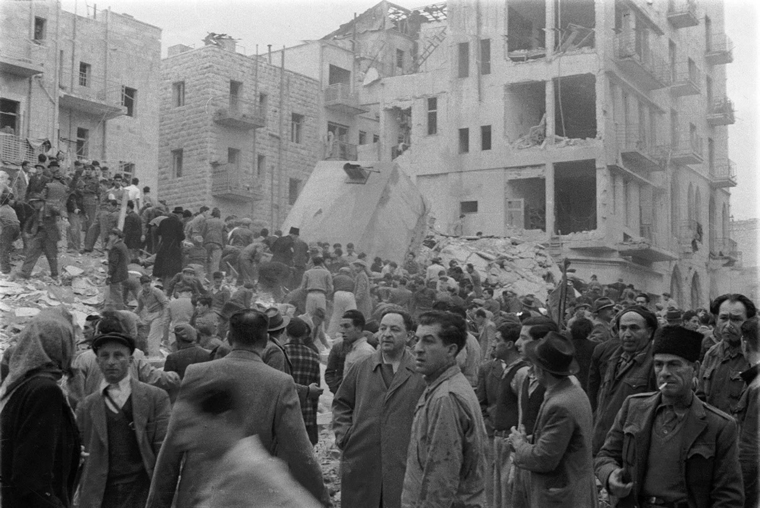
L'attentat anti-juif de la rue Ben Yehouda, le 22 février 1948, cause des représailles de la part de l’Irgoun.

Pendant cette période qui va de la fin 1947 au 15 mai 1948 (départ des Britanniques), l'IZL a aussi mené des actions sporadiques contre les Britanniques.
Officiellement, ceux-ci se retirant, l’Irgoun avait cessé ses actions. En pratique, considérant que les Britanniques penchaient plutôt du côté arabe dans la guerre civile qui se déroulait sous leurs yeux entre Arabes et Juifs de Palestine, l’Irgoun mène des actions de représailles ponctuelles.
Ainsi, le 22 février 1948, l’Irgoun et le Lehi, lors de cinq incidents séparés, tuent dix Britanniques et en blessent gravement huit autres à la suite d'un attentat arabe à la voiture piégée rue Ben Yehuda à Jérusalem, qui coûte la vie à plus de 60 Juifs et dans lequel étaient impliqués des déserteurs britanniques au service de Hadj Amin al-Husseini. Il y aura, jusqu'au retrait des Britanniques, d'autres attentats de l’Irgoun contre ces derniers.

## La disparition de l’Irgoun
Le 14 mai, l’indépendance d’Israël est proclamée, et l’Agence juive se transforme en gouvernement provisoire. Les troupes étrangères (égyptiennes, transjordaniennes, irakiennes, syriennes et libanaises) pénètrent en Palestine. Les combats deviennent des combats d’infanterie classiques, où les anciennes pratiques de guérilla urbaine et d’attentats n’ont plus cours. L’Irgoun accélère son évolution vers des structures plus larges, mieux adaptées au combat d’infanterie. Elle y obtient certains succès, limités par le manque de combattants.
Ainsi à Jérusalem, où le 21 mai, une colonne égyptienne atteint Bethléem après avoir traversé le Néguev et être passée par Beersheba. Le 22 mai, elle mitraille les faubourgs sud de Jérusalem. « Des combats sanglants se déroulent […] au sud, contre les forces combinés de la Légion et de la 4e brigades égyptienne, pour le contrôle du kibboutz Ramat-Rachel qui commande l’accès de la nouvelle ville. Cinq fois pris et repris, le kibboutz finira par rester aux mains des hommes de l’Irgoun ».
Le 26 mai 1948, les Forces de défense d'Israël (armée israélienne) sont officiellement créées et absorbent immédiatement la Haganah.

### L'intégration de l'Irgounau sein deTsahal(1erjuin 1948)
Menahem Begin, en vertu d’un accord signé le 9 avril avec l’Agence juive « s’est engagé [pour] le 1er juin 1948 à mettre ses hommes et ses équipements à la disposition de l’armée israélienne au sein de laquelle les membres de l’IZL (Irgoun) constituent leurs propres bataillons ». Le Lehi rejoint aussi rapidement Tsahal( sauf pour le secteur de Jérusalem, qui reste autonome.
L’Irgoun et le Lehi n’alignent à cette date respectivement que 4 000 et 1 000 combattants. D’autres auteurs, comme Efraïm Karsh, donnent pour l’Irgoun des chiffres inférieurs, entre 2 000 et 4 000 hommes.
Relativement peu nombreux, les anciens membres de l’Irgoun sont aussi tenus en suspicion par le nouveau gouvernement de David Ben Gourion pour leurs activités « terroristes » passées et leurs sympathies politiques de droite. La nouvelle armée israélienne est donc constituée essentiellement autour de l’ancienne Haganah. Un certain nombre de ses anciens membres sont affectés à la garde des camps de concentration israéliens, avec des anciens du Lehi.

### La dissolution des bataillons de l'Irgoun(22 juin 1948)

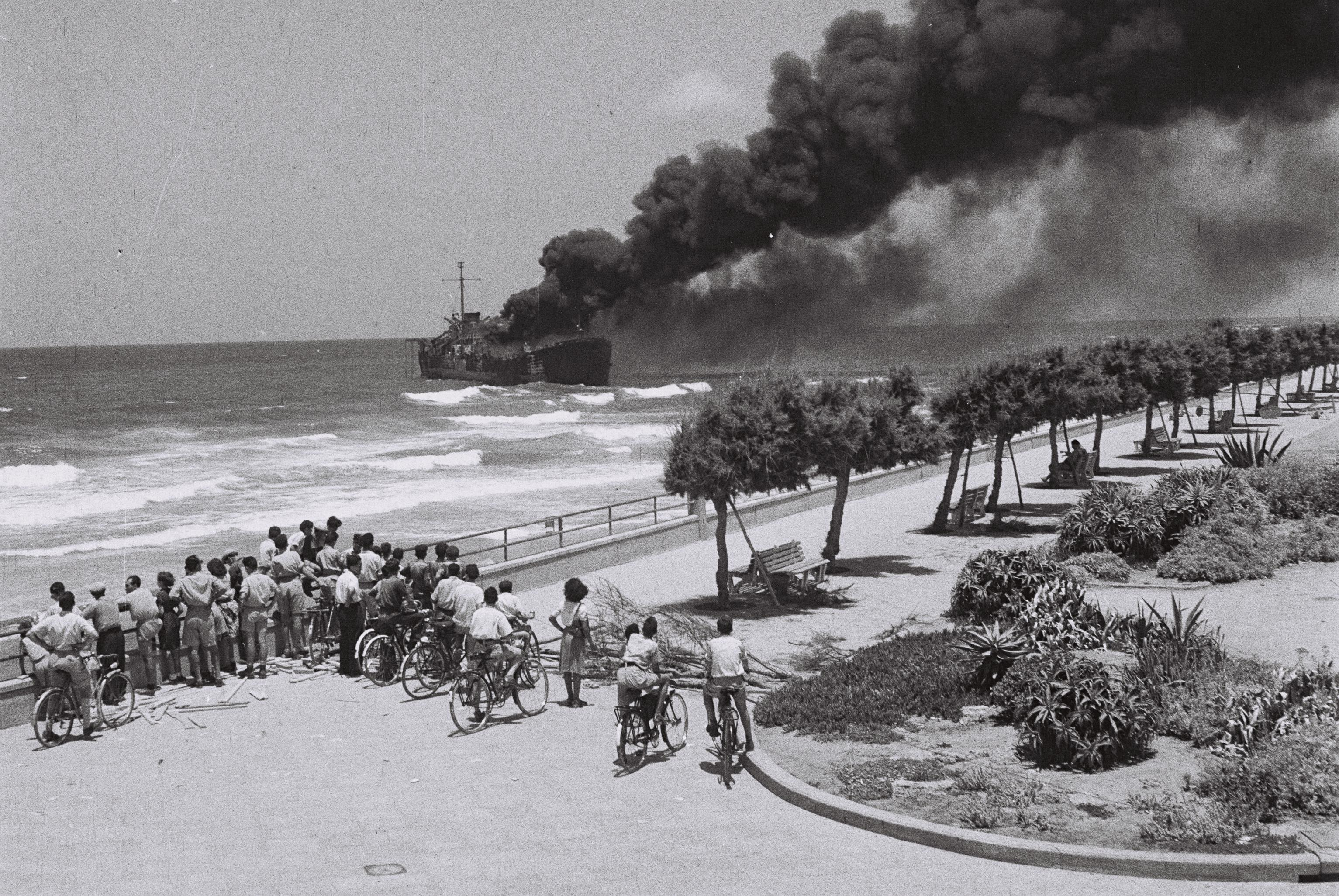
L’Altalena incendié par les forces de Tsahal, le 22 juin 1948.

Les bataillons spécifiques de l’Irgoun ne durent que trois semaines. En effet, le gouvernement, et surtout David Ben Gourion, ne souhaitaient pas plus permettre à des unités « de droite » que « de gauche » de continuer à exister au sein de l’armée (le Palmach, très à gauche, sera aussi dissous).
Les unités spécifiques issues de l’Irgoun sont dissoutes pendant la 1re trêve israélo-arabe (11 juin – 9 juillet 1948), après l’incident de l’Altalena, les 21 et 22 juin. Il s’agit d’une tentative des unités de l’Irgoun au sein de Forces de défense d'Israël de se procurer des armes par elles-mêmes grâce à l’Altalena, un bateau de l’organisation. Ben Gourion prend prétexte de cette tentative pour dénoncer une tentative factieuse, et faire donner l’assaut au bateau. Lors de celui-ci, il y a dix-huit morts : seize membres de l’Irgoun et deux soldats de Tsahal. « Au lendemain du 22 juin, l’Irgoun a virtuellement cessé d’exister comme force militaire autonome, sauf à Jérusalem. Ses bataillons ont été dissous dans l’armée et des mandats d’arrêts ont été lancés contre plusieurs de ses chefs ». Les membres des unités dissoutes sont répartis dans les autres unités de Tsahal.

### Les derniers combats et l'opérationKedem(juillet 1948)

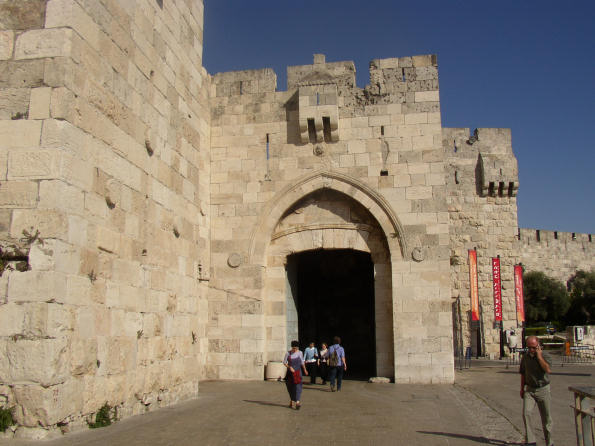
La Porte de Jaffa, un des axes de l'offensive Kedem.

L’Irgoun et le Lehi continuent à exister jusqu’en septembre à Jérusalem, ville prévue par l’ONU pour être séparée d’Israël et devenir une « zone internationale ». Les accords nationaux d’intégration de ces organisations à Tsahal ne s’y appliquent donc pas.
Lors de la « guerre des Dix Jours » (9 juillet – 18 juillet 1948), après la première trêve, l’Irgoun connaît ses derniers combats, mais sans succès. Le commandement israélien lance en effet l’opération Kedem, qui visait à prendre toute la ville de Jérusalem, et surtout la vieille ville.
Prévue dans un premier temps pour être menée par l’Irgoun et le Lehi le 8 juillet, juste après la première trêve, l’opération Kedem est reportée par David Shaltiel, commandant de Jérusalem. En effet, celui-ci met en doute leurs chances de succès. Le 9 avril, ces groupes avaient en effet échoué à capturer le village mal défendu de Deir Yassin sans l’aide de la Haganah.
Le plan d’attaque prévoit que les forces de l’Irgoun, commandée par Yehouda Lapidot (« Nimrod »), doivent entrer par la porte Bab al Jedid (la Nouvelle Porte), le Lehi passant par le mur partant de Bab al Jedid et par la porte de Jaffa, enfin le bataillon Beit Hiron passant par le mont Sion.
La bataille est finalement prévue pour débuter au Shabbat, le vendredi 16 juillet à 20 h, un jour avant le second cessez-le-feu. Cependant l’organisation tourne mal et l’opération est reportée à 23 h puis à minuit, pour en fin de compte commencer à 2 h 30 du matin. L’Irgoun réussit à se frayer un chemin par la porte Bab al Jedid, mais les autres escouades échouent dans leurs objectifs. À 5 h 45, David Shaltiel est contraint d’ordonner la cessation des hostilités et de replier ses troupes. Une nouvelle trêve entre en vigueur le 18 juillet, et les combats cessent.

### Dissolution des unités de l'Irgounde Jérusalem (septembre 1948)

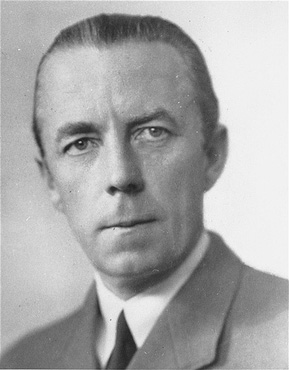
Folke Bernadotte. Son assassinat par le Lehi entraîne la dissolution de l’Irgoun.

Pendant cette seconde trêve, le 16 septembre, Folke Bernadotte, médiateur des Nations unies, propose un nouveau plan de partage de la Palestine, dans lequel la Transjordanie annexerait les zones arabes comprenant le Néguev, Ramla et Lydda. Ce plan prévoit également un État juif occupant l’entière Galilée, le passage de Jérusalem sous contrôle international et le rapatriement (ou dédommagement) des réfugiés. Le plan est refusé par les Israéliens et par les Arabes.
Le lendemain, 17 septembre, Bernadotte et son adjoint, le colonel français André Sérot, sont assassinés par un commando de trois membres du Lehi à Jérusalem, lequel considère que ses positions sont trop pro-arabes. En 24 heures, plus de 250 membres du Lehi sont interpelés dans tout le pays. À la suite de cet assassinat, le gouvernement fit interdire l'Irgoun et le Lehi par le Prevention of Terrorism Ordinance, le 23 septembre 1948, bien qu’il sache que l'Irgoun n’a pas été mêlé au crime. L’entreprise d’intégration du Lehi et de l’Irgoun à Tsahal, largement entamée dès le début juin, renforcée pendant la première trêve, est donc achevée avec la seconde.

## Le passage à l'action politique
Menahem Begin accepte de se soumettre à la loi du nouveau gouvernement provisoire. Prenant acte de la dissolution de l’Irgoun, il crée fin 1948 le parti Hérout (« liberté ») qui est dirigé par des anciens de l’Irgoun et qui reprend l’essentiel de son idéologie. Ce parti se présente lors des premières élections israéliennes en janvier 1949. 
Le Parti révisionniste, peu actif depuis la mort de Vladimir Jabotinsky en 1940, est également absorbé par le Hérout. Mais ses dirigeants, parfois critiques des actions de l’Irgoun entre 1944 et 1948, sont tenus à l’écart des postes clefs par Begin.
De 1949 à 1977, le Hérout puis son successeur le Likoud restent cantonnés à l’opposition. La droite arrive au pouvoir seulement en juin 1977,après avoir remporté les élections législatives. 
Les années 1950 sont particulièrement tendues, l’opposition entre le Herout de Begin et le Mapaï de Ben Gourion atteignant des sommets. Cette opposition frontale culmine lors du débat sur les réparations allemandes et lors de l’affaire Kastner, des anciens membres des organisations armées (Irgoun et Lehi) revenant même aux méthodes violentes de leurs anciennes organisations.

### Les réparations allemandes

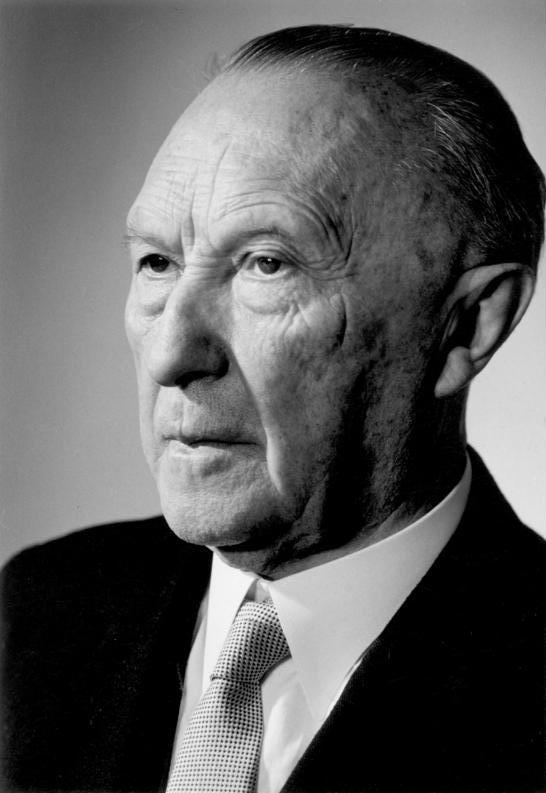
Konrad Adenauer en 1952.

Le Herout dénonce en des termes extrêmement violents l’accord sur les réparations passé avec l’Allemagne fédérale en 1952, qu’il considère trahir la mémoire des victimes du génocide. Menahem Begin organise des manifestations violentes et est d’ailleurs exclu pour cela pendant quinze mois de la Knesset (entre 1952 et 1953). Certains militants radicaux du Herout tentent même de commettre des attentats contre des « dons » allemands.
Le 27 mars 1952, un démineur allemand est tué par un colis adressé par la poste au chancelier allemand Konrad Adenauer. Quelques semaines plus tard, cinq Israéliens sont arrêtés en France, dont Eliezer Sudit, un ancien membre de l’Irgoun. En 2006, celui-ci a affirmé qu’il avait eu une « rencontre secrète » avec Begin, et avait suggéré « une opération qui secouerait le monde et prouverait que tous les Israéliens n’étaient pas prêts à accepter de l’argent en expiation du sang versé ». « L’intention n’était pas de frapper Adenauer, mais d’alerter les médias internationaux ». L’implication de Begin dans l’attentat ne peut cependant être confirmée par une autre source et est mise en doute par ses anciens proches.
En septembre 1953, Petahia Shamir, chef du Betar israélien (l’organisation de jeunesse de la droite sioniste), est arrêté pour avoir voulu faire sauter le Ramon, un cargo donné par l’Allemagne.
Vers la même époque, Dov Shilansky, ancien de l’Irgoun, futur député et ministre du Likoud, est arrêté pour avoir voulu déposer une bombe au ministère des affaires étrangères israélien.
L’implication de Begin n’est pas prouvée. Mais la gauche dénonce un retour aux méthodes « terroristes » de l’Irgoun, et le risque d’une guerre civile entre Juifs.

### L’affaire Israël Kastner
Israël Kastner est un membre assez important du Mapaï. Pendant la Seconde Guerre mondiale, il a mené des négociations avec le Troisième Reich, tentant d’échanger des Juifs européens contre la fourniture de camions. Ces négociations ont été des échecs, mais un petit groupe de Juifs a pu être évacué par le « train Kastner ». Kastner a dû choisir ceux qu’il évacuait, et donc aussi ceux qu’il n’évacuait pas. C’est sur cette base que Kastner est traîné en justice en 1953 par un proche du Herout. D’abord condamné, il est finalement blanchi le 15 janvier 1958 par la justice.
Mais le Herout a mené une campagne très violente contre le Mapaï, accusé d’avoir trahi les Juifs d’Europe. Kastner est assassiné le 3 mars 1957 (avant son acquittement) par trois anciens sympathisants du Lehi. Compte tenu de sa campagne, le Herout est tenu pour au moins moralement responsable par une partie de l’opinion publique.

### L'accession au pouvoir

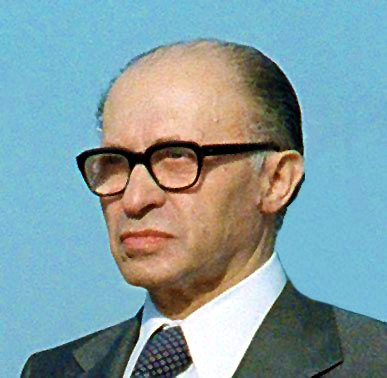
Menahem Begin en 1978, après son accession au pouvoir comme premier ministre.

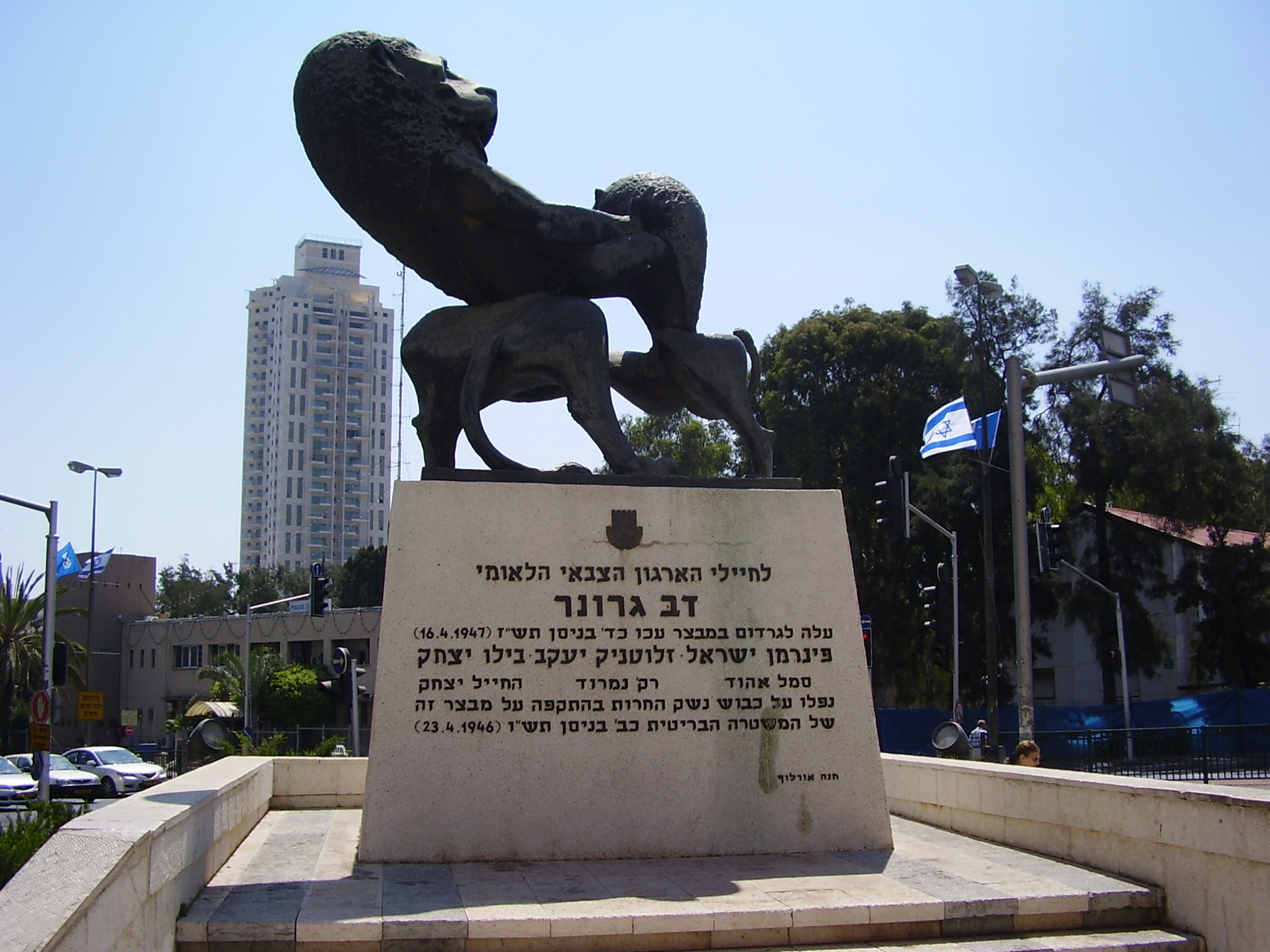
Mémorial de l’IZL, à Ramat Gan.

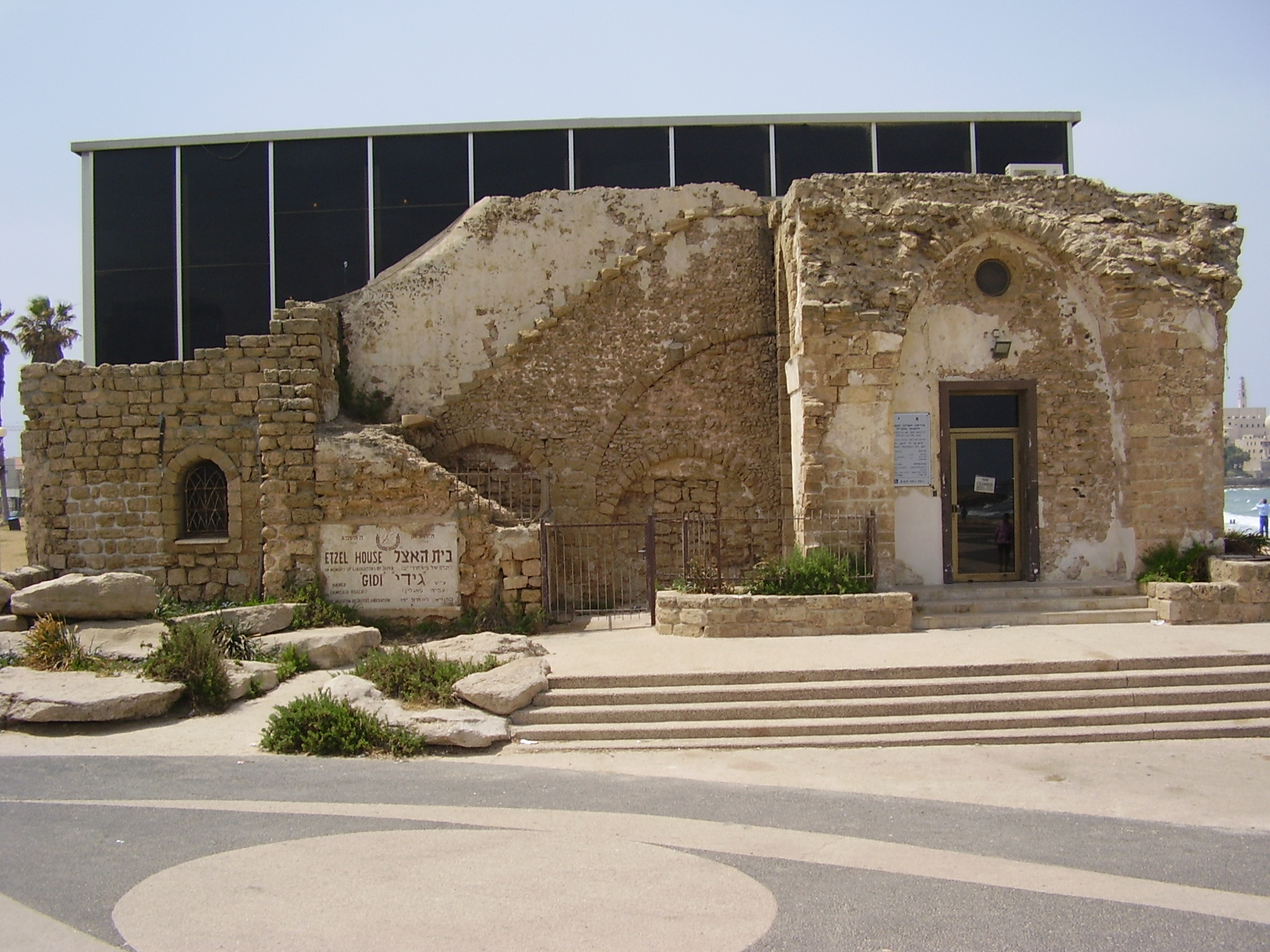
Musée de l'Irgoun à Tel-Aviv.

Le Hérout des années 1950 apparaît à beaucoup d’Israéliens comme un parti radical, ne parvenant pas à rompre avec la culture politique héritée de l’Irgoun. Les résultats électoraux restent donc modestes.
| Année  | 1949   | 1951  | 1955   | 1959   | 1961   |
| ------ | ------ | ----- | ------ | ------ | ------ |
| Score  | 11,5 % | 6,6 % | 12,5 % | 13,5 % | 13,8 % |
| Sièges | 14     | 8     | 15     | 17     | 17     |

Dans les années 1960, le discours devient plus policé, surtout après le départ du pouvoir de Ben Gourion en 1963, dont son biographe, Michel Bar-Zohar a pu écrire qu’il « sait haïr, avec ténacité, avec passion, jusqu’au bout. Sa haine contre les Etzel (Irgoun) et son chef, Begin, est tenace ».
En 1965, le Herout s’allie avec le parti Libéral israélien, héritier des sionistes généraux. Le vieux mouvement centriste, allié historique des socialistes, s’est détaché d’eux en 1955. Ensemble, le Herout et le parti Libéral forment la coalition électorale Gahal. La présence des libéraux donne une image plus modérée à la droite israélienne.
La nouvelle alliance obtient de bons résultats électoraux, et s’affirme comme la première force d’opposition.
En 1967, c’est la guerre des Six Jours. Peu avant celle-ci, le Premier ministre socialiste, Levi Eshkol, qui n’a pas la même hostilité pour Menahem Begin que David Ben Gourion, invite le Herout à participer à la coalition gouvernementale. Le Herout accepte, et reste au gouvernement jusqu’en 1970, obtenant ainsi une respectabilité nouvelle. Il quitte le gouvernement par hostilité au plan de paix américain, dit plan Rogers, que le gouvernement israélien n’avait pas rejeté.
En juin 1977, le Likoud remporte les élections, et Menahem Begin devient premier ministre. Conformément à l’idéologie nationaliste traditionnelle du mouvement révisionniste depuis sa création en 1925, les héritiers de l’Irgoun lancent un programme d’implantations juives de grande envergure à Jérusalem-Est, dans le Golan et dans les territoires palestiniens (Gaza et Cisjordanie) occupés après la guerre des Six Jours, afin de faire coïncider les frontières de l’État d’Israël et celles voulues par les partisans politiques d’Eretz Israel. La Jordanie, dont la légitimité en tant qu’État arabe implanté sur la partie orientale d’Eretz Israel a été longtemps contestée par les partisans du " Grand Israël ", n’est cependant à ce stade plus remise en cause, impliquant une révision de fait de la définition territoriale d’Eretz Israel défendue par l’Irgoun.

### Autour de l'Irgoun
Un attentat préparé par l'Irgoun est mentionné dans la version initiale de Tintin au pays de l'or noir parue en 1951 mais commencée en 1939. Il a été supprimé des versions ultérieures, mais est souvent montré à l'occasion des expositions Tintin en compagnie d'autres curiosités historiques. Dans l'album Tintin est confondu par des membres de l'Irgoun - quand ils l'aperçoivent à distance, prisonnier des Anglais- avec un de leurs dirigeants, Salomon Goldstein porteur comme lui d'une houppe. Ils décident de le faire libérer par la force mais les Arabes intéressés également par l'homme kidnappent à leur tour Tintin par erreur.  